# 杉田智和
杉田 智和（すぎた ともかず、1980年10月11日 - ）は、日本の男性声優、作家。埼玉県比企郡嵐山町出身。株式会社AGRS代表取締役。
代表作に『銀魂』（坂田銀時）、『涼宮ハルヒの憂鬱』（キョン）、『ジョジョの奇妙な冒険』（ジョセフ・ジョースター）、『METAL GEAR SOLID PEACE WALKER』（カズヒラ・ミラー）、「ウルトラシリーズ」（ウルトラマンギンガ）などがある。

## 略歴
高校在学中に、日本ナレーション演技研究所主催の声優スプリングスクールにて、ミューラス&アニメージュ賞を受賞し、ミューラスアクターズスクール（現在の日本ナレーション演技研究所ヴォーカル・ダンス部門）に入所すると同時に、芸能事務所「ミューラス」に所属。
17歳の時、CSで放映されていた『仮面ライダー』のプレゼント告知ナレーションで活動を開始。
高校3年生だった1998年に、アニガメパラダイス内で放送されていたラジオドラマ版『魔装機神サイバスター』のシンジ・キリハラ役で声優デビュー。
予備校生時代の1999年に『魔装機神サイバスター』でアニメ作品の初レギュラーを獲得後、大学卒業まで学業と並行して声優活動を継続していた。
2001年にミューラスが解散した後、フリーの期間を経てアトミックモンキーに所属。
2002年『ちょびっツ』の本須和秀樹役でテレビアニメ初主演。
2006年4月から放送を開始した『銀魂』の坂田銀時役や『涼宮ハルヒの憂鬱』のキョン役で両作の主役を演じた。
2009年、第3回声優アワードで助演男優賞を受賞した。
2013年10月に『ニュータイプアニメアワード2013』にて男性声優賞を受賞し、『翠星のガルガンティア』で演じたチェインバーもマスコットキャラクター賞を同じく受賞している。
2020年4月1日、長年所属していたアトミックモンキーを離れ、エンターテイメント業界に精通する伊藤海弁護士を顧問に据え、自身が代表取締役を務める株式会社AGRSを設立。

## 人物

### 経歴・エピソード
幼い頃、埼玉県の山の中に家があったため、山を越えないと何もない生活だったという。自然を相手に遊び方を杉田自身で考えたり、「都会に行ったら、夢のような生活があるはずだ」と想像したりしていたという。あとは、面白いことを考えて、テープに吹き込んだりしていたという。
小学生のころ、テレビアニメ『DRAGON QUEST -ダイの大冒険-』を視聴した際、登場人物のヒュンケルが原作を読んで想像していたよりずっと低い声で「それでも格好良かった」が、必殺技を言った瞬間に『聖闘士星矢』に登場するフェニックス一輝の声と同じであることに気づく。
中学時代はテニス部に所属し部長を務めた。高校では少林寺拳法部に所属（初段）。幼いころは寺の住職、高校時代は家庭科の先生や製菓職人、デザイナーをやりたいという夢を持っていた。当時学校行事で舞台脚本を考え自身の声を録音したものに効果音やBGMをつけてみたところそれを聞いた兄に声や喋りを生かした仕事に就いてみたらどうかと勧められたのが声優になるきっかけだったという。
最初に受けた声優養成所のオーディションでは不合格であった。その後、再び同じオーディションを受けた際には強く印象付けるために漫才調で自己紹介をしたという。功を奏して合格を果たす。オーディション合格当時、高校3年生で大学受験を失敗していたことから予備校生活で養成所にほとんど行けなかった。大学合格後は授業を途中で抜けバイクで収録現場に向かい収録後にすぐ授業に戻るという生活を送る。

### 特色
主に青年役を好演し、「重厚感のある低音ボイス」が特徴。ニッポン放送のアナウンサー吉田尚記は「独特の低く渋い声色」と評している。
アドリブやモノマネを披露することが多い。杉田本人は、芝居にアドリブが多いと言われることに対して、実際は現場で周囲と意見を出し合って決めたセリフを言っていることも少なくなく、アドリブだと指摘される部分は「台本そのままだったりする」、「本当のアドリブは気づかないようなブレスひとつ」だと述べている。作品をよくするためにやっていることであり、「それがアドリブかどうかは問題ではありません」としている。
またモノマネに関しては評判が高い。『杉田智和のアニゲラ!ディドゥーーン』で共にパーソナリティを務めるフリーライターのマフィア梶田は、初対面時は声優に詳しくなかったため、杉田が何者なのか分からず、「若本規夫さんのモノマネが上手い人」だと認識したというエピソードがある。Youtubeの動画では神谷浩史、藤原啓治、子安武人、津田健次郎、石田彰、中村悠一、置鮎龍太郎、銀河万丈のモノマネを披露している。
声の仕事以外にも脚本（『おねがい☆ティーチャー』シリーズのドラマCDなど）や作詞（『Fighters』に収録されている「友よ、夢の彼方に」や『ひねもす』に収録されている「深淵」など）、またシナリオライターの熊川貴族、イラストレーターの哉ヰ涼とともに『AGRS』作品を制作。『月英学園 天地神人』や『12人の優しい殺し屋』のストーリー原案を手掛けている。2013年10月10日には原作を手掛けた『月英学園 -kou-』がアークシステムワークスより発売された。『BLAZBLUE』シリーズのアマネ＝ニシキの原案にも関わっている。
2008年から行われている水樹奈々の座長公演『水樹奈々大いに唄う』やいくつかの映画作品で俳優活動も行っており、水樹の座長公演では副座長も務めている。

### 趣味・趣向
漫画やアニメやゲームなどに関する豊富な知識を持っており、番組で話すことも多い。知識量を誇っているわけではなく、自分が感じたことをそのまま発言することで、聴いてる人にも「私もそのゲームやった」と思ったり「おもしろそう」と作品に興味を持ったりなど「いろんなことを感じてほしい」という。
好きな色は黒と銀色。プレゼントに貰って一番嬉しいのは手書きの手紙で、「手紙を通じて人が人に与える影響力を実感できる瞬間が嬉しい」という。
トランスフォーマーシリーズのファンでもあり、公式Twitterでも度々トランスフォーマーに関する話題を得意なユーモアを交えながらツイートすることも多々ある。
ウィスキーは基本的にハイボールで飲む。竹鶴が好きである。日本酒はどれも同じと思っていたが、料理に合わせてお酒を提供してくれるお店で湊屋藤助と新政が出てきて、「こんなに美味いか」と感動した。

### その他
父親が里子として引き取ってきた雑種犬に「直司（ナオジ）」と命名し、実家に帰ると散歩をするなど世話をしていた。杉田がよく話題に出すことで知名度が上がり、4Gamer.netのテレビCMに出演したことがある。また織田シナモン信長での杉田のクレジット名としても「杉田直司」が使用されている（詳しくは「直司」を参照）。
ゲーム『ゆめりあ』の三栗智和の「智和」の名前は『おねがい☆ティーチャー』シリーズで第一線でしていたのがきっかけで決まったことから由来する。アニメ化されたらその役は杉田が演じると思っていたところ、実際は羽多野渉が演じており、杉田が「いったい誰なんだ」と興味を持ち、『ゆめりあ』を観ててくれたという。羽多野自身は面識がなかったため、後からその話を聞いて驚き、その後、別作品で会い、一気に仲良くなったという。羽多野と初対面の時には、杉田は「智和役が羽多野くんで良かったよ」と言ってくれたのが羽多野自身は嬉しかったと語る。
後輩声優の松岡禎丞とはアニメ現場で共演することも多く、プライベートで時間を合わせて食事に行くこともあるという。

## 出演
太字はメインキャラクター。

### テレビアニメ
1999年
- セラフィムコール（男子生徒B）
- 魔装機神サイバスター（南光次）

2000年
- 妖しのセレス（御景各臣）

2001年
- X -エックス-（皇昴流、後輩A、中学生A、野犬B）
- 学園戦記ムリョウ（守口京一）
- しあわせソウのオコジョさん（仁科学、ハエ、ギャオギャオレンジャー、救急隊員A）
- 電脳冒険記ウェブダイバー（2001年 - 2002年、グラディオン）
- 爆転シュート ベイブレード（2001年 - 2003年、セルゲイ） - 2シリーズ

2002年
- 犬夜叉（僧無双、煉骨）
- おねがい☆ティーチャー（山田正臣）
- 七人のナナ（ウィリー・キャンベル、見物人、電車運転手）
- 十二国記（官史 他）
- ちょびっツ（本須和秀樹）
- ドラゴンドライブ（橘響次）
- フルメタル・パニック!（リャン・シャオピン）

2003年
- おねがい☆ツインズ（山田正臣）
- カレイドスター（Zリーダー）
- 幻影闘士バストフレモン（モラート）
- 獣兵衛忍風帖 龍宝玉篇（辰之助）
- セイント・ビースト シリーズ（2003年 - 2007年、流星のキラ） - 2シリーズ
- DEAR BOYS（布施歩）

2004年
- 機動戦士ガンダムSEED DESTINY（ヨウラン・ケント 他）
- サムライガン（話頭光宗）
- VIEWTIFUL JOE（エアホーク）
- ボボボーボ・ボーボボ（OVER、呼び覚まされたヤツ）
- モンキーターン（松里繁夫）
- Legend of DUO（ジーク）

2005年
- ケロロ軍曹（自動販売弐号機、タソラソラ〜リ星人）
- SHUFFLE!（2005年 - 2007年、土見稟） - 2シリーズ
- 創聖のアクエリオン（シリウス・ド・アリシア）
- バジリスク 〜甲賀忍法帖〜（服部響八郎）
- ハチミツとクローバー（2005年 - 2006年、真山巧） - 2シリーズ
- ぱにぽにだっしゅ!（宇宙人部下）
- 魔法少女リリカルなのは シリーズ（2005年 - 2007年、クロノ・ハラオウン〈6年後〉） - 2シリーズ

2006年
- いぬかみっ!（師匠）
- おとぎ銃士 赤ずきん（アレクトール）
- Kanon（第2作）（相沢祐一）
- かりん（アルフレッド）
- 銀魂（2006年 - 2018年、坂田銀時、赤い人、ちんざむ、笛吹和義〈スイッチ〉、どざえもん、アルチュウ 他） - 4シリーズ
- 恋する天使アンジェリーク シリーズ（2006年 - 2007年、ラキン、聖獣の闇の守護聖フランシス） - 2シリーズ
- スーパーロボット大戦OG -ディバイン・ウォーズ-（ブルックリン・ラックフィールド）
- 涼宮ハルヒの憂鬱（2006年 - 2009年、キョン） - 2シリーズ
- タマ&フレンズ 探せ!魔法のプニプニストーン（レオーネの使い）
- BLACK LAGOON The Second Barrage（ロットン・“ザ・ウィザード”）
- BLEACH（2006年 - 2012年、之芭、ゲーテ、六車拳西）
- ヤマトナデシコ七変化♥（織田武長）
- ロックマンエグゼBEAST（スラッシュマン）

2007年
- アイシールド21（円子令司）
- AYAKASHI（“彼”）
- ウエルベールの物語 〜Sisters of Wellber〜（ローデン・シオール）
- こどものじかん（九重レイジ）
- Devil May Cry（ナンパ男）
- 地球へ…（ソルジャー・ブルー）
- ドラゴノーツ -ザ・レゾナンス-（ハウリングスター）
- バッカーノ!（グラハム・スペクター）
- ぼくらの（ダイチ / 矢村大一）
- 万田TV（ヒロシ）
- らき☆すた（杉田店員、コスプレ喫茶の客）

2008年
- ウエルベールの物語 第二幕（ローデン・シオール）
- 屍姫 シリーズ（2008年 - 2009年、伊佐木修二） - 2シリーズ
- さよなら絶望先生（2008年 - 2009年、糸色望之旧友 / 一旧さん、青山、解説 他） - 2シリーズ / 懺・第10話イラストも担当
- とある魔術の禁書目録（アウレオルス＝イザード）
- 伯爵と妖精（レイヴン）
- マクロスF（レオン・三島）

2009年
- うみねこのなく頃に（ロノウェ）
- 源氏物語千年紀 Genji（頭の中将、貴族C）
- 地獄少女 三鼎（名和章宏）
- 夏のあらし!（山代武士、白バイ警官、塩谷、ラジオ音声） - 2シリーズ
- ねぎぼうずのあさたろう（わさびのとうじ）
- ヒゲぴよ（加藤）
- マリア様がみてる 4thシーズン（薬師寺昌光、薬師寺朋光）
- まりあ†ほりっく（2009年 - 2011年、鼎藤一郎） - 2シリーズ
- ミラクル☆トレイン〜大江戸線へようこそ〜（都庁前）
- 名探偵コナン（2009年 - 2020年、開田康次、後藤貴雄、寅谷金太、駒田孝弘、島六助〈坊っちゃん〉）

2010年
- 荒川アンダー ザ ブリッジ（星）
- イナズマイレブン（エドガー・バルチナス）
- えむえむっ!（道明寺店長）
- ケツ犬（ナレーション）
- スーパーロボット大戦OG -ジ・インスペクター-（ブルックリン・ラックフィールド）
- それでも町は廻っている（森秋夏彦）
- テガミバチ（モス）
- 伝説の勇者の伝説（ルシル・エリス）
- 咎狗の血（ケイスケ）
- 殿といっしょ シリーズ（2010年 - 2011年、伊達成実、ナレーション） - 2シリーズ
- ぬらりひょんの孫（2010年 - 2011年、鴆） - 2シリーズ
- パンティ&ストッキングwithガーターベルト（オスカー・H・ジーニアス/ アグリー・スノット）
- 夢色パティシエール（リカルド、バジル） - 2シリーズ

2011年
- 俺たちに翼はない（DJコンドル）
- 境界線上のホライゾン（2011年 - 2012年、立花・宗茂） - 2シリーズ
- ジュエルペット サンシャイン（ウツボーグ博士）
- SKET DANCE（2011年 - 2012年、笛吹和義〈スイッチ〉、坂田銀時、ナレーション）
- べるぜバブ（神崎一、ジョニー）
- Persona4 the ANIMATION（2011年 - 2014年、長瀬大輔） - 2シリーズ
- 真剣で私に恋しなさい!!（井上準）

2012年
- アクエリオンEVOL（シリウス・ド・アリシア）
- アルカナ・ファミリア -La storia della Arcana Famiglia-（パーチェ）
- イクシオン サーガ DT（2012年 - 2013年、レオン、フォレゾー）
- イナズマイレブンGO（エドガー・バルチナス） - 2シリーズ
- 妖狐×僕SS（青鬼院蜻蛉）
- K（2012年 - 2015年、宗像礼司） - 2シリーズ
- ジョジョの奇妙な冒険（2012年 - 2013年、ジョセフ・ジョースター）
- しろくまカフェ（カワウソ、アゴヒモペンギン、オオカミ）
- 新世界より（離塵）
- 男子高校生の日常（ヒデノリ 他）
- つり球（アキラ・アガルカール・山田、タピオカ）
- トータル・イクリプス（ヴィンセント・ローウェル）
- ハヤテのごとく! シリーズ（2012年 - 2013年、シン・ハイエック / マリオネット、シン・ハイエック / 時計男） - 2シリーズ
- 緋色の欠片（鬼崎拓磨）
- 氷菓（お料理研究会部長）
- 貧乏神が!（剛狸原柳次）
- ファイ・ブレイン 神のパズル（2012年 - 2013年、ピノクル） - 2シリーズ
- マギ（ドラコーン） - 2シリーズ
- リトルバスターズ!（2012年 - 2013年、男子生徒A、生徒） - 2シリーズ

2013年
- あいうら（松野修作）
- うたの☆プリンスさまっ♪ マジLOVEシリーズ（2013年 - 2016年、レイジング鳳） - 2シリーズ
- 義風堂々!! 兼続と慶次（井伊直政）
- キューティクル探偵因幡（弥太郎）
- 銀河へキックオフ!!（メッチ）
- ぎんぎつね（桐島清志郎）
- クロスファイト ビーダマンeS（ライトドレイク、レフトスタリオン、ギルシオン）
- サムライフラメンコ（2013年 - 2014年、後藤英徳）
- 進撃の巨人（2013年 - 2019年、マルロ・フロイデンベルク） - 4シリーズ
- 翠星のガルガンティア（チェインバー）
- 聖闘士星矢Ω（一輝）
- 戦姫絶唱シンフォギア シリーズ（2013年 - 2017年、ウェル博士） - 3シリーズ
- 戦勇。（鮫島）
- 超速変形ジャイロゼッター（イレイザー・エース、轟ヒロト）
- BLAZBLUE ALTER MEMORY（ラグナ＝ザ＝ブラッドエッジ）
- ポケットモンスター THE ORIGIN（タケシ）
- 魔界王子 devils and realist（ヘイダル）
- 恋愛ラボ（エノ兄）
- 私がモテないのはどう考えてもお前らが悪い!（初芝）

2014年
- 悪魔のリドル（カイバ先生）
- うーさーのその日暮らし 覚醒編（チェインバー）
- ガンダムビルドファイターズトライ（カリマ・ケイ）
- それでも世界は美しい（ニール）
- ディスク・ウォーズ:アベンジャーズ（サンファイアー）
- テラフォーマーズ（2014年 - 2016年、蛭間一郎） - 2シリーズ
- のうりん（大森さん、永縄鍬之介）
- 信長協奏曲（足利義昭）
- ノブナガ・ザ・フール（レオナルド・ダ・ヴィンチ）
- バディ・コンプレックス（リー・コンラッド）
- 秘密結社鷹の爪 EX（山口三太）
- フューチャーカード バディファイト（2014年 - 2015年、カードバーン） - 2シリーズ
- まじもじるるも（田島先生）
- 魔法科高校の劣等生（2014年 - 2024年、桐原武明、大会委員長） - 2シリーズ
- 龍ヶ嬢七々々の埋蔵金（戦場緋夜）

2015年
- 暗殺教室（2015年 - 2016年、烏間惟臣） - 2シリーズ
- うわばきクック（空き缶）
- 学戦都市アスタリスク（2015年 - 2016年、ディルク・エーベルヴァイン） - 2シリーズ
- 影鰐-KAGEWANI-（2015年 - 2016年、番場宗介） - 2シリーズ
- ガッチャマン クラウズ インサイト（ゲルサドラ〈青年〉）
- キュートランスフォーマー さらなる人気者への道（スタースクリーム）
- Charlotte（Ryuya）
- 食戟のソーマ（2015年 - 2020年、叡山枝津也） - 6シリーズ
- 進撃!巨人中学校（マルロ）
- 新妹魔王の契約者（滝川八尋 / ラース / 白仮面） - 2シリーズ
- 戦国無双（加藤清正）
- ダイヤのA（2015年 - 2019年、乾憲剛） - 2シリーズ
- 長門有希ちゃんの消失（キョン）
- バトルスピリッツ 烈火魂（2015年 - 2016年、宝緑院兼続）
- 美男高校地球防衛部LOVE!（2015年 - 2016年、箱根強羅） - 2シリーズ
- みんな集まれ!ファルコム学園SC（ロイアス）
- 山田くんと7人の魔女（鶴川秀明）

2016年
- うどんの国の金色毛鞠（中島忍、グモモ）
- おそ松さん（悪松）
- クラシカロイド（2016年 - 2018年、ベートーヴェン） - 2シリーズ
- 坂本ですが?（あっちゃん）
- 3月のライオン（2016年 - 2018年、三角龍雪） - 2シリーズ
- 石膏ボーイズ（聖ジョルジョ）
- だがしかし（2016年 - 2018年、ペリー、枝垂紅豊 / 紅豊） - 2シリーズ
- タブー・タトゥー（トム＝シュレッドフィールド）
- ダンガンロンパ3 -The End of 希望ヶ峰学園-（封印されし田中 / 田中眼蛇夢） - 1シリーズ + 特別編
- チア男子!!（溝口渉）
- D.Gray-man HALLOW（リーバー・ウェンハム）
- TO BE HERO（王子 / 萌萌）
- ドリフターズ（サン・ジェルミ）
- 虹色デイズ（今川）
- ねこねこ日本史（2016年 - 2021年、斎藤一、後白河法皇、高橋至時、長尾晴景、平国香、小林一茶、松平定信、龍造寺剛忠） - 4シリーズ
- ねじ巻き精霊戦記 天鏡のアルデラミン（イソン・ホー）
- NORN9 ノルン+ノネット（室星ロン）
- 灰と幻想のグリムガル（ロン、デッドスポット）
- パズドラクロス（2016年 - 2018年、ニュード）
- 初恋モンスター（三宮銀次郎）
- バトルスピリッツ ダブルドライブ（2016年 - 2017年、茂上年男、イヌイ将軍）
- Fate/Grand Order（2016年 - 2019年、レフ・ライノール） - 特別編2作品 + テレビシリーズ
- PERSONA5 the Animation -THE DAY BREAKERS-（喜多川祐介〈フォックス〉）
- マギ シンドバッドの冒険（ドラグル）
- モンスターハンター ストーリーズ RIDE ON（2016年 - 2018年、リヴェルト）
- ワールドトリガー（2016年 - 2021年、影浦雅人） - 3シリーズ

2017年
- MARGINAL#4 KISSから創造るBig Bang（クマD）
- ハンドシェイカー（ヒビキ / 盛山響）
- ラブ米 -WE LOVE RICE-（ちんこ坊主、カニパン） - 2シリーズ
- GRANBLUE FANTASY The Animation（2017年 - 2019年、ドランク） - 2シリーズ
- カードファイト!! ヴァンガードG NEXT（立凪ノーム）
- 笑ゥせぇるすまんNEW（番田井守）
- バトルガール ハイスクール（先生）
- 妖怪アパートの幽雅な日常（古本屋、鳥1）
- アホガール（阿久津明）
- 賭ケグルイ（2017年 - 2019年、豆生田楓） - 2シリーズ
- 異世界食堂（2017年 - 2021年、ハインリヒ） - 2シリーズ
- イケメン戦国◆時をかけるが恋は始まらない（織田信長）
- DIVE!!（山田篤彦）
- 時間の支配者（スネーク）
- 俺たちゃ妖怪人間（2017年 - 2018年、ベム） - 2シリーズ

2018年
- 新幹線変形ロボ シンカリオン（2018年 - 2019年、速杉ホクト）
- 働くお兄さん!（名前を呼んではいけないその動物、ナレーション） - 2シリーズ
- 斉木楠雄のΨ難（坂田銀時）
- 伊藤潤二『コレクション』（英夫）
- ポプテピピック（2018年 - 2021年、ピピ美〈第5話Bパート / 再放送・リミックス版第9話Bパート〉）
- ONE PIECE（2018年 - 2019年、シャーロット・カタクリ）
- 七つの大罪 シリーズ（2018年 - 2021年、エスカノール） - 3シリーズ
- PERSONA5 the Animation（2018年 - 2019年、喜多川祐介） - テレビシリーズ + 特別編前後編
- ヲタクに恋は難しい（樺倉太郎）
- フルメタル・パニック! Invisible Victory（リー・ファウラー）
- かくりよの宿飯（反之介）
- ゴールデンカムイ（2018年 - 2023年、二階堂浩平、二階堂洋平） - 4シリーズ
- あまんちゅ!〜あどばんす〜（小日向はやて）
- されど罪人は竜と踊る（レメディウス）
- 宇宙戦艦ティラミス（マイバッハ・ヴィルヘルム） - 2シリーズ
- 蒼天の拳 REGENESIS（シメオン・ナギット） - 2シリーズ
- メジャーセカンド（2018年 - 2020年、丹波広夢） - 2シリーズ
- 多田くんは恋をしない（杉本一〈代役〉）
- お前はまだグンマを知らない（野汁先輩、天の声B）
- ブラッククローバー（2018年 - 2020年、ゲルドル・ポイゾット）
- Phantom in the Twilight（トウリュウ）
- ハイスコアガール（2018年 - 2019年、小学校の担任、ダムドさん） - 2シリーズ
- はたらく細胞（2018年 - 2021年、好塩基球） - 2シリーズ
- ロード オブ ヴァーミリオン 紅蓮の王（神名大千）
- 寄宿学校のジュリエット（丸流千鶴）
- ゴブリンスレイヤー（2018年 - 2023年、蜥蜴僧侶） - 2シリーズ
- RELEASE THE SPYCE（鈴木ジョージ）
- レイトン ミステリー探偵社 〜カトリーのナゾトキファイル〜（トーマス）

2019年
- カードファイト!! ヴァンガード（2019年 - 2020年、立凪ノーム） - 3シリーズ
- 同居人はひざ、時々、頭のうえ。（タロウ）
- アイカツフレンズ!（湊理）
- デュエル・マスターズ!（闇の破壊神ゼオス）
- ぱすてるメモリーズ（マシンボイス）
- 猫のニャッホ（ニャッホ）
- クレヨンしんちゃん（2019年 - 2024年、ピエール、スーザン小雪）
- 消滅都市（タクヤ）
- RobiHachi（ヤン）
- KING OF PRISM -Shiny Seven Stars-（高田馬場ジョージ）
- 真夜中のオカルト公務員（猩々A〜E）
- なむあみだ仏っ!-蓮台 UTENA-（DJホトケ）
- BORUTO-ボルト- NARUTO NEXT GENERATIONS（龍奇）
- かつて神だった獣たちへ（マイルズ / ケンタウロス）
- スター☆トゥインクルプリキュア（ユキオ）
- 彼方のアストラ（ジェド・ウォーカー）
- 鬼滅の刃（2019年 - 2024年、悲鳴嶼行冥） - 3シリーズ
- スタンドマイヒーローズ PIECE OF TRUTH（青山樹）
- アフリカのサラリーマン（ゴキブリ、ウサ男、りんごウサギ）
- 真・中華一番!（2019年 - 2021年、レオン） - 2シリーズ
- 歌舞伎町シャーロック（2019年 - 2020年、ゴドフリー・ノートン）
- 浦島坂田船の日常（番長）
- ゲゲゲの鬼太郎（第6作）（チンさん）

2020年
- 織田シナモン信長（上杉ジュリアン謙信） - 「杉田直司」名義
- 群れなせ!シートン学園（獅子野キング）
- 推しが武道館いってくれたら死ぬ（ふみくん）
- ID:INVADED イド:インヴェイデッド（勝山伝心）
- ARP Backstage Pass（ドラム先輩）
- 八男って、それはないでしょう!（クルト）
- 新サクラ大戦 the Animation（司馬令士）
- 文豪とアルケミスト 〜審判ノ歯車〜（坂口安吾）
- THE GOD OF HIGH SCHOOL ゴッド・オブ・ハイスクール（カン・マンソク）
- 恋とプロデューサー〜EVOL×LOVE〜（ゼン）
- 天晴爛漫!（TJ）
- 犬と猫どっちも飼ってると毎日たのしい（2020年 - 2021年、猫さま）
- 土下座で頼んでみた（土下座）
- アニ×パラ〜あなたのヒーローは誰ですか〜（布施歩）
- 戦翼のシグルドリーヴァ（金髪）
- シャドウバース（2020年 - 2021年、ローウェン）
- 禍つヴァールハイト -ZUERST-（ファウスト）
- 魔王城でおやすみ（ビアンコ）
- カオルの大切なモノ（義一）

2021年
- バック・アロウ（シュウ・ビ）
- 無職転生 〜異世界行ったら本気だす〜（2021年 - 2024年、前世の男） - 4シリーズ
- 魔術士オーフェンはぐれ旅 シリーズ（2021年 - 2023年、クオ） - 2シリーズ
- パズドラ（2021年 - 2025年、石川五右衛門、獅子だこの着ぐるみ、ブラックドラゴン）
- オルタンシア・サーガ（フレーゲル・ドレッドノート）
- バクテン!!（大湊秀夫）
- さよなら私のクラマー（後藤ショージロウ）
- うらみちお兄さん（兎原跳吉）
- 宇宙なんちゃら こてつくん（2021年 - 2023年、円盤さん、ウラガワくん）
- 100万の命の上に俺は立っている（ゲームマスター）
- 小林さんちのメイドラゴンS（クレメネ）
- 魔法科高校の優等生（桐原武明）
- NIGHT HEAD 2041（風間浩二）
- 死神坊ちゃんと黒メイド（マクファーレン）
- 僕のヒーローアカデミア（2021年 - 2024年、近属友保 / スケプティック） - 3シリーズ
- 転生したらスライムだった件（2021年 - 2024年、アダルマン） - 2シリーズ
- プラチナエンド（ロドリゲス頓間）
- ヴィジュアルプリズン（パンニャ）
- 逆転世界ノ電池少女（バルザック山田）
- かぎなど（2021年 - 2022年、相沢祐一） - 2シリーズ
- 世界最高の暗殺者、異世界貴族に転生する（侍）

2022年
- リアデイルの大地にて（カータツ）
- 平家物語（源頼朝）
- 失格紋の最強賢者（ドギエル・メルキア）
- リーマンズクラブ（郷倉虎徹）
- オリエント（犬田八咫郎） - 2シリーズ
- 彗星のフロイライン（森田）
- 怪人開発部の黒井津さん（ゼットアハト）
- ブラック★★ロックシューター DAWN FALL（スマイリー）
- 薔薇王の葬列（バッキンガム）
- 恋は世界征服のあとで（ボスラー大総統）
- このヒーラー、めんどくさい（ブリガン）
- デュエル・マスターズ WIN（2022年 - 2024年、ナレーター、ウガタンロボ） - 2シリーズ
- 邪神ちゃんドロップキックX（悪者①）
- 悪役令嬢なのでラスボスを飼ってみました（アーモンド）
- ヒューマンバグ大学 -不死学部不幸学科-（佐竹博文）
- ちいかわ（2022年 - 2024年、ポシェットの鎧さん）
- ある朝ダミーヘッドマイクになっていた俺クンの人生（俺クン）
- 後宮の烏（薛魚泳）
- 虫かぶり姫（モーズリ男爵）
- BLEACH 千年血戦篇（2022年 - 2023年、六車拳西） - 2シリーズ
- 宇崎ちゃんは遊びたい!ω（桜井志郎）

2023年
- ツンデレ悪役令嬢リーゼロッテと実況の遠藤くんと解説の小林さん（バルドゥール・リーフェンシュタール）
- 解雇された暗黒兵士（30代）のスローなセカンドライフ（ダリエル）
- TRIGUN STAMPEDE（チャック・リー）
- うる星やつら (2022)（銀河系通信販売センターの司会者）
- 吸血鬼すぐ死ぬ2（ソード）
- 東京リベンジャーズ（柴大寿） - 2シリーズ
- 老後に備えて異世界で8万枚の金貨を貯めます（ボーゼス伯爵）
- 大雪海のカイナ（ンガポージ）
- メガトン級ムサシ（デガート・ディクセンベルグ）
- デジモンゴーストゲーム（クラヴィスエンジェモン）
- 虚構推理 Season2（化け猫）
- 真・進化の実〜知らないうちに勝ち組人生〜（ヴィトール）
- おとなりに銀河（護国正弘）
- アリス・ギア・アイギス Expansion（松田アレックス）
- THE MARGINAL SERVICE（ボルツ・デクスター）
- 魔法少女マジカルデストロイヤーズ（オールドリーダー）
- 彼女が公爵邸に行った理由（ジャスティン・シャマル）
- 異世界ワンターンキル姉さん 〜姉同伴の異世界生活はじめました〜（ティガー・ヒルデブラント）
- はたらく魔王さま!!（ファーファレルロ）
- アンデッドガール・マーダーファルス（アレイスター・クロウリー）
- るろうに剣心 -明治剣客浪漫譚- (2023)（2023年 - 2025年、鵜堂刃衛） - 2シリーズ
- Helck（人間の王）
- いきものさん - 第9話副音声
- 冒険者になりたいと都に出て行った娘がSランクになってた（ライオネル）
- SHY（2023年 - 2024年、えびお） - 2シリーズ
- 婚約破棄された令嬢を拾った俺が、イケナイことを教え込む（アレン・クロフォード）
- 陰の実力者になりたくて! 2nd season（クリムゾン）
- 新しい上司はど天然（青山光男）
- 僕らの雨いろプロトコル（長嶺流星）
- 16bitセンセーション ANOTHER LAYER（アフロ店長）
- アンデッドアンラック（2023年 - 2024年、アポカリプス）
- ブルバスター（鷲津丈也）

2024年
- 佐々木とピーちゃん（佐々木）
- 異修羅（海たるヒグアレ）
- 月刊モー想科学（エドワード・チー）
- 勇気爆発バーンブレイバーン（スペルビア）
- 貼りまわれ!こいぬ（黒犬、カニ、駅員、翻訳アプリ音声） - 2シリーズ
- 豚のレバーは加熱しろ（サノン）
- 最弱テイマーはゴミ拾いの旅を始めました。（ボロルダ）
- 狼と香辛料 MERCHANT MEETS THE WISE WOLF（ヤレイ）
- アストロノオト（若林富裕）
- 喧嘩独学（闘鶏）
- 忘却バッテリー（帝徳高校野球部コーチ）
- 魔王学院の不適合者 II 〜史上最強の魔王の始祖、転生して子孫たちの学校へ通う〜（ガゼル・アプト・アゲイラ）
- 怪獣8号（穂高タカミチ）
- 転生したら第七王子だったので、気ままに魔術を極めます（2024年 - 2025年、ガリレア） - 2シリーズ
- キン肉マン 完璧超人始祖編（2024年 - 2025年、ネプチューンマン） - 2シリーズ
- キミと僕の最後の戦場、あるいは世界が始まる聖戦 Season II（サー・カロッソス・ニュートン）
- 2.5次元の誘惑（オギノ）
- 真夜中ぱんチ（端ぶらー）
- ドラえもん（テレビ朝日版第2期）（ミノタウロス）
- 異世界失格（センゴク）
- この世界は不完全すぎる（レン）
- 嘆きの亡霊は引退したい（アンセム・スマート、ナレーション）
- メカウデ（アルマ）
- アクロトリップ（強盗）
- 殿と犬〜ぽてぽて!〜（2024年 - 2025年、殿）
- らんま1/2 (2024)（九能帯刀）
- 妖怪学校の先生はじめました!（2024年 - 2025年、柳田）
- 青のミブロ（2024年 - 2025年、近藤勇）
- 魔王様、リトライ!R（オルイット）
- ダンダダン（2024年 - 2025年、太郎） - 2シリーズ

2025年
- SAKAMOTO DAYS（坂本太郎） - 2シリーズ
- 魔神創造伝ワタル（龍神丸）
- 没落予定の貴族だけど、暇だったから魔法を極めてみた（ラードーン）
- ふしぎ駄菓子屋 銭天堂（三隅芳彦）
- 全修。（蒼井三郎）
- おいでよ魔法少女村（不法占拠）（社長、課長、神奈川）
- GUILTY GEAR STRIVE: DUAL RULERS（ナレーション）
- 九龍ジェネリックロマンス（工藤発）
- 前橋ウィッチーズ（ケロッペ）
- ＃コンパス2.0 戦闘摂理解析システム（ピエール77世）
- ちくわ戦記〜おれのカワイイで地球侵略〜（ちくわ）
- LAZARUS ラザロ（サム）
- 機動戦士Gundam GQuuuuuuX（マ・クベ） - 2025年に劇場先行版が公開
- ユア・フォルマ（シュビン）
- ウィッチウォッチ（ザック・バラン）
- フードコートで、また明日。（ゲームキャラ）
- 神椿市建設中。（谷置室長）
- 9-nine- Ruler’s Crown（高峰蓮夜）
- 美男高校地球防衛部ハイカラ!（御殿場寮長）
- まったく最近の探偵ときたら（乳首試食おじさん、十字胸毛おじさん、ロープ大好きおじさん）
- よふかしのうた Season2（エルジー〈LoveGreen〉）
- 3年Z組銀八先生（坂田銀八）
- Let’s Play クエストだらけのマイライフ（リンク・ハドソン）

### 劇場アニメ
2001年
- メトロポリス

2007年
- 劇場版 アクエリオン（シリウス・ド・アリシア）

2009年
- 劇場版 マクロスF（2009年 - 2011年、レオン・三島） - 2作品

2010年
- アフロサムライ：レザレクション（冒頭ナレーション）
- イヴの時間 劇場版（セトロ）
- 劇場版 銀魂 新訳紅桜編（坂田銀時）
- 涼宮ハルヒの消失（キョン）

2011年
- ハートの国のアリス 〜Wonderful Wonder World〜（ナイトメア＝ゴットシャルク）

2013年
- 劇場版 銀魂 完結篇 万事屋よ永遠なれ（坂田銀時）

2014年
- 劇場版 K（2014年 - 2018年、宗像礼司） - 3作品

2016年
- 劇場版マジェスティックプリンス 覚醒の遺伝子（スギタ教官）
- 鷹の爪8 〜吉田くんのX（バッテン）ファイル〜（モレルダー）

2017年
- ゴーちゃん。〜モコとちんじゅうの森の仲間たち〜（タマリン長老）
- KING OF PRISMシリーズ（2017年 - 2025年、高田馬場ジョージ） - 4作品
- GODZILLA（2017年 - 2018年、マーティン・ラッザリ） - 3部作

2018年
- さよならの朝に約束の花をかざろう（イゾル）
- TIME DRIVER 僕らが描いた未来（タイムドライバー）
- ゴーちゃん。〜モコと氷の上の約束〜（タマリン長老）
- 劇場版 七つの大罪（2018年 - 2021年、エスカノール） - 2作品
- モンスターストライク THE MOVIE ソラノカナタ（博士）
- ドラゴンボール超 ブロリー（レモ）

2019年
- 劇場版 新幹線変形ロボ シンカリオン 未来からきた神速のALFA-X（速杉ホクト）

2021年
- 銀魂 THE FINAL（坂田銀時）
- 映画 しまじろう しまじろうとそらとぶふね（ガービーズ親分）
- 100日間生きたワニ（ワニの父）
- Fate/Grand Order -終局特異点 冠位時間神殿ソロモン-（ソロモン / ゲーティア、レフ・ライノール）
- リョーマ！ The Prince of Tennis 新生劇場版テニスの王子様（ウルフ）
- リクはよわくない（ヨースケ）

2022年
- ドラゴンボール超 スーパーヒーロー（レモ）
- 映画 バクテン!!（大湊秀夫）
- ゴーストブック おばけずかん（山彦）
- ONE PIECE FILM RED（シャーロット・カタクリ）

2023年
- SAND LAND（スイマーズ・パパ）
- 大雪海のカイナ ほしのけんじゃ（ンガポージ）

2024年
- デッドデッドデーモンズデデデデデストラクション（イソベやん） - 前章
- ゼーガペインSTA（トーヤ）

2025年
- 劇場版 鬼滅の刃 無限城編 第一章 猗窩座再来（悲鳴嶼行冥）
- ひゃくえむ。（尾道）

### OVA
2002年
- 高校鉄拳伝タフ（黒田光秀）
- ゲートキーパーズ21（木村警官、井原）
- 戦闘妖精雪風（ボーイ）

2004年
- サクラ大戦 ル・ヌーヴォー・巴里（ヒヤフォード）
- 低俗霊DAYDREAM（柧武惣一郎）
- 春を抱いていた（記者）

2005年
- 銀魂（2005年 - 2016年、坂田銀時）
- スーパーロボット大戦ORIGINAL GENERATION THE ANIMATION（ブルックリン・ラックフィールド）
- リバースムーン ディバージェンス（ガザ）

2006年
- Kanon PRELUDE（相沢祐一）
- 機動戦士ガンダムSEED DESTINY（整備員 他）
- セイント・ビースト〜幾千の昼と夜 編〜（流星のキラ）
- OVAマリア様がみてる 3rdシーズン（薬師寺昌光、薬師寺朋光）

2007年
- 地球へ…（ソルジャー・ブルー）

2008年
- キレパパ。（船場真）
- こどものじかん（2008年 - 2009年、九重レイジ） - 2作品
- さよなら絶望先生（2008年 - 2009年、一旧、青山） - 2作品
- switch（神楽彰人）

2009年
- 生徒会長に忠告（知賀泰広）
- 聖闘士星矢 THE LOST CANVAS 冥王神話（2009年 - 2010年、アルデバラン）

2010年
- エア・ギア 黒の羽と眠りの森 -Break on the sky-Trick1（アイオーン）
- 恋する暴君（黒川貢）
- SEX PISTOLS（斑目米国）
- ときめきメモリアル Girl's Side 3rd Story（桜井琉夏）
- 殿といっしょ（伊達成実）
- peeban（ビーティー）
- BLACK LAGOON Roberta's Blood Trail（ロットン）
- べるぜバブ 〜拾った赤ちゃんは大魔王!?〜（神崎一）

2011年
- スペランカー先生（スペランカー先生）
- VitaminX Addiction（葛城銀児）
- 武装神姫 MOON ANGEL（ケン）

2012年
- 堀さんと宮村くん（安田真）

2013年
- おじぱん おじさんなパンダ（ナレーター）
- コープスパーティー Tortured Souls -暴虐された魂の呪叫-（刻命裕也）
- 翠星のガルガンティア 14話（チェインバー） - Blu-ray BOX 1特典
- SKET DANCE（笛吹和義〈スイッチ〉） - コミックス第29巻DVD同梱版

2014年
- 暗殺教室「episode:0 出会いの時間」（烏間惟臣） - ジャンプスペシャルアニメフェスタ2014上映作品
- 翠星のガルガンティア 〜めぐる航路、遥か〜（チェインバー） - 劇場先行上映
- テラフォーマーズ「バグズ2号編」（蛭間一郎）
- 秘密結社鷹の爪 EX DVD特典映像
- マギ シンドバッドの冒険（2014年 - 2015年、ドラグル / ドラコーン） - コミックス第3-7巻特別版DVD
- 山田くんと7人の魔女（鶴川秀明）※コミックス第15巻DVD付き限定版

2015年
- 長門有希ちゃんの消失（キョン） - コミックス第9巻オリジナルBD付き限定版
- ヒーローカンパニー（ハドウ・ダイチ） - コミックス第8巻アニメDVD付き特装版

2016年
- Hi☆sCoool! セハガール コンプリートDVD 〜7人揃ってHiな気分でVサイン！ 1bitオマケつき！〜（Vサターン）

2017年
- 機動戦士ガンダム サンダーボルト（ビンセント・パイク）
- 初恋モンスター（三宮銀次郎） - 単行本第8巻アニメDVD付き特装版

2019年
- ヲタクに恋は難しい（2019年 - 2021年、樺倉太郎） - 単行本第7・11巻OAD付き特装版

2020年
- ゴブリンスレイヤー -GOBLIN'S CROWN-（蜥蜴僧侶）

2021年
- 土下座で頼んでみた（土下座）

2023年
- スタンドマイヒーローズ WARMTH OF MEMORIES（青山樹）

### Webアニメ
2008年
- イヴの時間（セトロ）

2009年
- アセロラちゃん（ヒヨコちゃん）
- 涼宮ハルヒちゃんの憂鬱（キョン）
- にょろーん ちゅるやさん（キョン、ほこりくん）

2010年
- Starry☆Sky（七海哉太）

2011年
- カッコカワイイ宣言!（マリ）

2016年
- 秘密結社鷹の爪 GT（花水木刑事）

2018年
- ソードガイ The Animation（三木直樹）
- 異世界居酒屋〜古都アイテーリアの居酒屋のぶ〜（矢澤信之）
- あるゾンビ少女の災難（小鳥遊修一郎）

2019年
- Fate/Grand Order -絶対魔獣戦線バビロニア- Episode 0 Initium Iter（レフ・ライノール）
- 銀魂 〜モンスターストライク編〜（坂田銀時）

2020年
- 虫籠のカガステル（ラザロ）
- ざしきわらしのタタミちゃん（くすぐり坊主）

2021年
- 幼女社長（クレーマー）
- 銀魂 THE SEMI-FINAL 万事屋篇（坂田銀時）
- 中高一貫!!キメツ学園物語 バレンタイン編（悲鳴嶼行冥）
- 青い羽みつけた!（カラス） - 音響プロデューサーも担当。
- 極主夫道（ボブ）
- ガンダムブレイカー バトローグ（カドマツ）

2022年
- BASTARD!! -暗黒の破壊神-（2022年 - 2023年、アビゲイル） - 2シリーズ
- 健幸宝船 SUKOYAKA7（毘沙門天、大黒天、恵比寿、寿老人）

2023年
- 伊藤潤二『マニアック』（太地）
- 終末のワルキューレII（ジャック・ザ・リッパー）
- Fate/Grand Order 藤丸立香はわからない（魔神ココナッツミルク）
- 僕らの雨いろプロトコル ミニアニメ（長嶺流星）

2024年
- SAND LAND: THE SERIES（スイマーズ・パパ）
- サケトロノオト（若林富裕）
- サラリーマン山崎シゲル（2024年 - 、部長）

2025年
- BEASTARS FINAL SEASON（ホルガ―）

### ゲーム
2000年
- サモンナイト（ギブソン 他）
- スーパーロボット大戦α シリーズ（2000年 - 2005年、ブルックリン・ラックフィールド） - 3作品

2001年
- GetBackers-奪還屋-（赤屍蔵人）
- サモンナイト2（ギブソン）

2002年
- X 〜運命の選択〜（皇昴流）

2003年
- サモンナイト3（ヴァルゼルド 他）
- 十二国記 -紅蓮の標 黄塵の路-（衛士）
- スーパーロボット大戦Scramble Commander（兵士 他）
- ちょびっツ 〜ちぃだけのヒト〜（本須和秀樹）
- DEAR BOYS Fast Break!（布施歩）
- ホイッスル!〜吹き抜ける風〜（広瀬兼人）

2004年
- アンジェリーク エトワール（フランシス）
- シークエンス・パラディウム3 〜泡沫の天地〜（ディー・フォノン）
- スーパーロボット大戦GC（グラドス兵、グラドス士官）
- どろろ（百鬼丸）

2005年
- Angel's Feather -黒の残影-（木村薫）
- GENJI（平景清）
- 創聖のアクエリオン（シリウス・ド・アリシア）
- デカロン（バギ・ウォーリア）
- ひとつや物語（ジュール）
- Little Aid（花邑創、乃凪範尚、西村東吾）
- リバースムーン（ガザ、ラーク）

2006年
- Etude prologue 〜揺れ動く心のかたち〜（花邑創、乃凪）
- 乙女的恋革命★ラブレボ!!（若月龍太郎）
- ガジェットトライアル（ミハラ少佐）
- 銀魂 シリーズ（2006年 - 2018年、坂田銀時、セロ〈銀魂乱舞〉） - 7作品
- GENJI -神威奏乱-（平景清）
- THE ロボットつくろうぜっ! 激闘!ロボットファイト（加々美トウヤ）
- スーパーロボット大戦XO（グラドス兵、グラドス士官）
- セパレイトハーツ（鏡見透）
- 緋色の欠片（2006年 - 2011年、鬼崎拓磨） - 3作品
- ラスト・エスコート 〜深夜の黒蝶物語〜（臣万里）

2007年
- Angel's Feather -琥珀の瞳-（木村薫）
- エンジェル・プロファイル（ヴィトウス）
- Kanon（PSP版）（相沢祐一）
- ギルティギア2 OVERTURE（あの男）
- ギャラクシーエンジェルII 無限回廊の鍵（ソルダム・セルダール）
- THE 交渉人（徳尾悠）
- スーパーロボット大戦OG シリーズ（2007年 - 2013年、ブルックリン・ラックフィールド、ガエン） - 5作品
- 涼宮ハルヒの約束（キョン）
- セイント・ビースト 〜螺旋の章〜（流星のキラ）
- ディアーリオ リバースムーン レジェンド（ガザ、ラーク）
- テイルズ オブ イノセンス（アルベール・グランディオーザ、オリフィエル）
- とらぶるふぉうちゅんCOMPANY★はぴCURE（巳崎慶吾）
- ハートの国のアリス 〜Wonderful Wonder World〜（2007年 - 2014年、ナイトメア＝ゴットシャルク） - 9作品
- はかれなはーと 誰がために君はある?（テラ）
- 翡翠の雫 緋色の欠片2（鬼崎拓磨）
- Panic Palette（乃凪範尚）
- VitaminX（2007年 - 2012年、葛城銀児） - 5作品
- VitaminY（葛城銀児）
- BLEACH 〜ヒート・ザ・ソウル〜（2007年 - 2010年、六車拳西、之芭） - 5作品
- マブラヴ ALTERED FABLE（ヴィンセント・ローウェル）
- リゼルクロス（ユリウス）
- Wonderland ONLINE -聖殿の守護者-（ルイス）

2008年
- 赤い糸 DS（海斗）
- インフィニット アンディスカバリー（シグムント）
- 仮面ライダーバトル ガンバライド（キバットバットIII世）
- 銀のエクリプス（フェイフォン）
- コープスパーティー（2008年 - 2012年、謎の紳士・下田、刻命裕也） - 4作品
- スーパーロボット大戦Z（シリウス・ド・アリシア / 詩翅 他）
- 蒼黒の楔（2008年 - 2009年、鬼崎拓磨） - 2作品
- 涼宮ハルヒの戸惑（キョン）
- スターオーシャン2 Second Evolution（ディアス・フラック）
- DUEL LOVE 恋する乙女は勝利の女神（島津晃）
- トゥルーフォーチュン（如月真也）
- 咎狗の血 True Blood（ケイスケ）
- BLAZBLUE シリーズ（2008年 - 2024年、ラグナ＝ザ＝ブラッドエッジ） - 11作品
- ラブ☆レシピ〜恋のエッセンス〜（桐生典明）
- LORD of VERMILION（ノエル、スービエ、クジンシー、ワグナス、魔戦士公アラケス、魔海侯フォルネウス、魔炎長アウナス、ラグナ＝ザ＝ブラッドエッジ）

2009年
- 赤い糸 destiny DS（海斗）
- エレベーターアクション デスパレード（ザック・A・レインウォーター）
- Operation Flashpoint: Dragon Rising 日本語版
- 仮面ライダー クライマックスヒーローズ（2009年 - 2012年、キバットバットIII世） - 5作品
- ギャラクシーエンジェルII 永劫回帰の刻（ソルダム・セルダール）
- クレヨンしんちゃん 嵐を呼ぶ ねんどろろ〜ん大変身!
- 涼宮ハルヒの激動（キョン）
- 涼宮ハルヒの並列（キョン）
- 涼宮ハルヒの直列（キョン）
- Starry☆Sky（2009年 - 2016年、七海哉太） - 5作品
- セイクリッドブレイズ -SACRED BLAZE-（キダム）
- 戦国無双3（加藤清正）
- ダテにガメついわけじゃねェ! 〜ダンジョンメーカー ガールズタイプ〜（ヒューゴ）
- Dear Girl〜Stories〜 響 響特訓大作戦!（レン〈筑紫蓮〉）
- 電撃学園RPG Cross of Venus（アウレオルス＝イザード、キノの父親）
- 桃華月憚 -光風の陵王-（松永俊毅）
- トキメキファンタジー ラテール（トキメキボイス）
- 伯爵と妖精 〜夢と絆に想いを馳せて〜（レイヴン）
- ヒイロノカケラ（2009年 - 2011年、鬼崎刀真） - 2作品
- MAPLUS ポータブルナビ3（音声ナビ）
- リトルアンカー（リウ・レイシェン）
- リトルバスターズ! Converted Edition
- Lucian Bee's RESURRECTION SUPERNOVA（ゼピュロス）
- ルミナスアーク3 アイズ（グレン）

2010年
- Another Century's Episode:R（シリウス・ド・アリシア、レオン・三島）
- イナズマイレブン3 世界への挑戦!!（エドガー）
- うみねこのなく頃に（2010年 - 2011年、ロノウェ） - 4作品
- エストポリス（ジミー）
- キャッスルヴァニア ロード オブ シャドウ（謎の存在〈サタン〉）
- クイズマジックアカデミーDS 〜二つの時空石〜（ケイオス）
- 三国恋戦記〜オトメの兵法!〜（孔明）
- TAKUYO Mix Box 〜ファーストアニバーサリー〜（花邑創、乃凪範尚）
- 東京鬼祓師 鴉乃杜學園奇譚（鬼丸義王）
- 咎狗の血 True Blood Portable（ケイスケ）
- ときめきメモリアル Girl's Side 3rd Story（桜井琉夏）
- .hack//Link（フリューゲル / 曽我部隆二）
- のーふぇいと! 〜only the power of will〜（委員長）
- burst error -EVE The 1st.-（天城小次郎）
- B's-LOG パーティー♪（若月龍太郎、鬼崎拓磨）
- 北斗無双（シン）
- 魔法使いとご主人様 New Ground〜Wizard and the master〜（リューク＝ブライアン）
- 無限のフロンティアEXCEED スーパーロボット大戦OGサーガ（ヘイムレン・シルバート）
- METAL GEAR SOLID PEACE WALKER（カズヒラ・ミラー）
- ラブルートゼロ KissKiss☆ラビリンス（湯原光一）
- Lucian Bee's EVIL VIOLET（ゼピュロス）
- ロード オブ アルカナ（男性プレイヤー音声 他）

2011年
- アルカナ・ファミリア シリーズ（2011年 - 2015年、パーチェ） - 6作品
- イナズマイレブン ストライカーズ（2011年 - 2012年、エドガー・バルチナス） - 3作品
- ヴァイスシュヴァルツ ポータブル（キョン）
- オール仮面ライダー ライダージェネレーション（キバットバットIII世）
- グランナイツヒストリー（ファウゼル王）
- 真かまいたちの夜 11人目の訪問者（オーモリ）
- 涼宮ハルヒの追想（キョン）
- 涼宮ハルヒちゃんの麻雀（キョン）
- セブンスドラゴン2020
- 戦国大戦（2011年 - 2014年、前田慶次、竹中半兵衛、武田勝頼、雑賀孫市、島津義弘、吉川元春、高橋紹運 他） - 6作品
- 戦国無双3 猛将伝（加藤清正）
- 戦国無双3 Empires（加藤清正）
- 戦国無双 Chronicle（加藤清正）
- 第2次スーパーロボット大戦Z（2011年 - 2012年、シリウス・ド・アリシア） - 2作品
- つくものがたり（竜岡勇一）
- テイルズ オブ エクシリア（アルヴィン）
- デッドエンド Orchestral Manoeuvres in the Dead End（阿久津）
- トイ・ウォーズ（ヒーローシリーズ ヤマトC）
- トリックスター（ユーリス）
- ファイナルファンタジー零式（キング）
- ブラック★ロックシューター THE GAME（第2の使者マズマ）
- みんなのGOLF 6（ヤマト）
- 無双OROCHI 2（加藤清正）
- METAL GEAR SOLID PEACE WALKER HD EDITION（カズヒラ・ミラー）
- ロード オブ アポカリプス（ルース、グレンデル）

2012年
- 鬼武者Soul（前田利家、浅井長政、黒田官兵衛、明智左馬介、雑賀孫市、ロベルト・フロイス、柳生宗矩、名古屋山三郎、源頼朝、芦屋道満、桐谷左京、ダンベヱ 他）
- カースド クルセイド（エステバン・ノビエンブレ）
- 機動戦士ガンダム オンライン（男性パイロット1）
- キミカレ〜新学期〜（須賀寛貴）
- ケイオスリングスII（オーランド）
- 幻想水滸伝 紡がれし百年の時（レネフェリアス13世）
- 十三支演義 〜偃月三国伝〜（馬超、紀霊）
- 真・北斗無双（シン）
- スーパーダンガンロンパ2 さよなら絶望学園（田中眼蛇夢）
- スーパーロボット大戦OGサーガ 魔装機神 シリーズ（2012年 - 2014年、ガエン） - 3作品
- セフィロト〜時の世界樹〜（鬼崎拓磨）
- 戦国無双 Chronicle 2nd（加藤清正）
- ソールトリガー（ヴァルター）
- テイルズ オブ イノセンス R（アルベール・グランディオーザ、オリフィエル）
- テイルズ オブ エクシリア2（アルヴィン）
- デビルサマナー ソウルハッカーズ（マダム銀子、葛葉ライドウ、葛葉雷堂、ネメッチー）
- DEMONS' SCORE（エリゴール）
- 時と永遠 〜トキトワ〜（ビコード）
- ときめきメモリアル Girl's Side Premium 〜3rd Story〜（桜井琉夏）
- ファイアーエムブレム 覚醒（クロム）
- 真剣で私に恋しなさい!!R（井上準）
- 嫁コレ（都庁前、チェインバー、後藤英徳）
- リトルウィッチ パルフェ 〜黒猫魔法店物語〜（サケマス）
- ルーンファクトリー4（ディラス）
- Luvinia Saga（冷静にボケたり突っ込む青年）

2013年
- Unlight（フリードリヒ）
- イクシオン サーガ（ヒーローE〈男性〉）
- 裏語 薄桜鬼（高杉晋作）
- XBLAZE CODE:EMBRYO（ゼクス）
- 乙女的恋革命★ラブレボ!! 100kgからはじまる→恋物語（若月龍太郎）
- カオス ヒーローズ オンライン（ラグナ）
- 仮面ライダーバトル ガンバライジング（2013年 - 2014年、キバットバットIII世、デェムシュ）
- 仮面ライダー バトライド・ウォー（キバットバットIII世、キバットバットII世）
- 境界線上のホライゾン PORTABLE（ 立花・宗茂 ）
- KILLER IS DEAD（デイヴィッド）
- 月英学園 -kou-（執事）
- コール オブ デューティ ゴースト（ヘッシュ・ウォーカー）
- サモンナイト5（エルスト）
- 三国志乱舞
- 三国恋戦記〜オトメの兵法!〜 思いでがえし（孔明）
- シャイニング・アーク（レヴィン）
- ジョジョの奇妙な冒険シリーズ（2013年 - 2024年、ジョセフ・ジョースター / 老ジョセフ・ジョースター） - 7作品
- スティールクロニクル VICTROOPERS（マリオン・ラヴ）
- 青春はじめました!（山王堂帝）
- セブンスドラゴン2020-II
- ダンガンロンパ1・2 Reload（田中眼蛇夢）
- 超速変形ジャイロゼッター アルバロスの翼（ヒロト）
- デーモントライヴ（ロビンフッド）
- ドットカレシ-We're 8bit Lovers!- III 〜やみのはなよめ〜（まおう）
- 忍者アームズ
- 熱血硬派くにおくんSP 乱闘協奏曲（くにお）
- NORN9 ノルン+ノネット（室星ロン、操縦士）
- VitaminR（レオン・シャルル・ヴァロー）
- ボーイフレンド（仮）（明神堅梧）
- MIND≒0（小鳥遊彗）
- 魔界王子 devils and realist 代理王の秘宝（ヘイダル）
- マブラヴ オルタネイティヴ トータル・イクリプス（ヴィンセント・ローウェル軍曹）
- メタルマックス4 〜月光のディーヴァ〜 Limited Edition（テッド・ブロイラー） - DLC追加キャラクター

2014年
- VANITY of VANITIES（令狐冲）
- 英雄伝説 閃の軌跡 II（トヴァル・ランドナー）
- 鬼武者Soul カードラッシュ
- 仮面ライダー バトライド・ウォーII（キバットバットIII世、キバットバットII世）
- KILLZONE SHADOW FALL（ルーカス・ケラン）
- グランブルーファンタジー（2014年 - 2024年、ドランク、パリス、マグロウ、フォックス / 喜多川祐介、坂田銀時、ローウェン）
- グリモア〜私立グリモワール魔法学園〜（兎ノ助）
- 学園K -Wonderful School Days-（宗像礼司）
- ケイオスクルセイダーズ（オーラナイト）
- 限界凸記 モエロクロニクル（オットン）
- コープスパーティー BLOOD DRIVE（2014年 - 2015年、刻命裕也） - 2作品
- 5人の恋プリンス〜ヒミツの契約結婚〜（真木雄介）
- SILENT SCOPE BONE-EATER（カルロス・ハンター）
- ジェイスターズ ビクトリーバーサス（坂田銀時、ジョセフ・ジョースター、笛吹和義〈スイッチ〉）
- 消滅都市（タクヤ）
- 神撃のバハムート（ドランク、アンビシャスマーセナリー、セクトール、伊達政宗）
- 神話帝国ソウルサークル（天之御中主神）
- スーパーヒーロージェネレーション（ダークルギエル）
- 戦国無双4（加藤清正）
- 戦国無双 Chronicle 3（加藤清正）
- 戦場のウエディング（炎の男神ティース）
- 爽海バッカニアーズ!（ジェイク＝バーンズ）
- 大乱闘スマッシュブラザーズ for Nintendo 3DS / Wii U（クロム、鷹丸）
- ノブナガ・ザ・フール 戦乱のレガリア（レオナルド・ダ・ヴィンチ）
- NORN9 VAR COMMONS（室星ロン）
- 裏語 薄桜鬼 〜暁の調べ〜（高杉晋作）
- METAL GEAR SOLID V GROUND ZEROES（カズヒラ・ミラー）

2015年
- 暗殺教室（2015年 - 2016年、烏間惟臣） - 3作品
- アンライト〜Unlight〜
- イケメン戦国◆時をかける恋（織田信長）
- ヴァリアントナイツ（ヴィクトル＝ベルナール）
- Vamwolf Cross†（金月優哉）
- XBLAZE LOST:MEMORIES（ゼクス）
- 男遊郭（冴木）
- 学園K -Wonderful School Days- V Edition（宗像礼司）
- GUILTY GEAR Xrd -REVELATOR-（あの男）
- KLAP!! 〜Kind Love And Punish〜（出雲紫苑）
- CLOSERS（J）
- 幻影異聞録♯FE（クロム）
- 限界凸起 モエロクリスタル（オットン）
- 5人の恋プリンス 〜ヒミツの契約結婚〜（真木雄介）
- ザクセスヘブン（金剛寺ガイ）
- 忍び、恋うつつ ― 雪月花恋絵巻 ―（豊臣秀虎）
- 白猫プロジェクト（イシュプール・ヴヴェック、ケイオス）
- 新選組が愛した女（土方歳三）
- セブンスドラゴンIII code:VFD（サイラス、キャラクターメイク）
- 戦国無双4-II（加藤清正）
- 戦国無双4 Empires（加藤清正）
- 第3次スーパーロボット大戦Z 天獄篇（シリウス・ド・アリシア、チェインバー・K6821）
- ドラゴンクエストVIII 空と海と大地と呪われし姫君（イシュマウリ）
- ネットハイ（Mr.エリート）
- NORN9 LAST ERA（室星ロン）
- BAD APPLE WARS（ウサギ先生）
- Fate/Grand Order（2015年 - 2017年、ゲーティア / 魔神柱）
- PROJECT X ZONE 2:BRAVE NEW WORLD（アクセル・ストーン、クロム、ブレイク）
- METAL GEAR SOLID V The Phantom Pain（カズヒラ・ミラー）
- 夢王国と眠れる100人の王子様（万里）
- 宵夜森ノ姫（ランベルト・バティーニ）
- リベリオン ブレイド（ターギス）
- リリーと魔神の物語（アルベルト・ヴェルフェン、街人B）
- レンドフルール（ユベール）

2016年
- アカシックリコード（渡藤助）
- 一血卍傑-ONLINE-（ナリヒラ）
- ヴァルキリーコネクト（テュール）
- 【18】キミト ツナガル パズル（ヒスト）
- ガンダムブレイカー3（カドマツ）
- 鏡界の白雪（心条無月）
- 銀魂 かぶき町大活劇（坂田銀時）
- クイズRPG 魔法使いと黒猫のウィズ（ルーファス・ヴァイル、坂田銀時、キョン）
- クリスタル オブ リユニオン（ベオウルフ）
- 限界凸旗 セブンパイレーツ（オットン）
- 幻獣契約クリプトラクト（アーカード）
- コズミックブレイク ソラの戦団（ゼロファイター）
- サモンナイト6 失われた境界たち（壊人エルスト）
- 三国ブレイズ（劉備）
- Shadowverse（2016年 - 2022年、ローウェン、セクトール、伊達政宗、ポシェットの鎧さん 他）
- 進撃の巨人（マルロ・フロイデンベルク）
- スーパーロボット大戦OG ムーン・デュエラーズ（ブルックリン・ラックフィールド）
- スカルガールズ 2ndアンコール（ビッグバンド）
- スタンドマイヒーローズ（青山樹）
- セブンナイツ（ラグナ＝ザ＝ブラッドエッジ）
- 戦国無双 〜真田丸〜（加藤清正）
- 戦乱のサムライキングダム（佐々木小次郎）
- タワー オブ プリンセス（浦和）
- ZERO ESCAPE 刻のジレンマ（カルロス）
- NORN9 ACT TUNE（室星ロン）
- 初恋モンスター 〜まいすいーと・もんすたー〜（三宮銀次郎）
- HIT 〜Heroes of Incredible Tales〜（ルーカス）
- フレンドラ（王様）
- ペルソナ5（喜多川祐介）
- モンスターハンター ストーリーズ（リヴェルト）
- 龍が如く 極（田中シンジ）
- ロードス島戦記オンライン（スレイン）
- ワールドチェイン（足利尊氏、ウェルキンゲトリクス、カエサル、片倉小十郎、キケロ、吉川元春、雑賀孫市、武田勝頼、竹中半兵衛、ダルタニャン、源頼光、呂尚）
- League of Legends（ヤスオ）

2017年
- 茜さすセカイでキミと詠う（石田三成）
- RXN -雷神-（橘花ジン）
- イケメン戦国◆ソリティアの乱（織田信長）
- 嘘月シャングリラ（エンデ）
- 英雄伝説 閃の軌跡 III（ミハイル少佐）
- オーディンクラウン（シャレード）
- オトメ勇者（アレルヤ）
- 俺達の世界わ終っている。（尾張世界）
- 陰陽師（黒童子）
- カクテル王子（おじいちゃん）
- キングダム ハーツ HD 2.8 ファイナル チャプター プロローグ（マスター・オブ・マスター）
- KLAP!! 〜Kind Love And Punish〜 Fun Party（出雲紫苑）
- 黒騎士と白の魔王（ハデス）
- 契約結婚〜大統領と秘密の花嫁!?〜（ディーン・F・アーヴィング）
- 限界凸城 キャッスルパンツァーズ（オットン）
- 幻想少女（呂布）
- Side Kicks!（ノラ）
- 三國志レギオン（劉備）
- 忍び、恋うつつ - 甘蜜花絵巻 -（豊臣秀虎）
- 白猫テニス（2017年 - 2018年、イシュプール、ピピ美）
- スターオーシャン:アナムネシス（ディアス・フラック、シグムント、仮面の男 / リカルド・フランツ、トモカズ・フラック、フォックス / 喜多川祐介）
- スーパーロボット大戦V（リー・ファウラー）
- 戦姫絶唱シンフォギアXD UNLIMITED（ウェル博士）
- 戦国幻武〜本格軍勢バトル〜（徳川家康）
- ZORO（アンドレアス）
- ディシディア ファイナルファンタジー オペラオムニア（キング）
- デスティニーチャイルド（アポロン）
- ドラゴンクエストヒーローズI・II for Nintendo Switch（ライアン）
- DRAGON BLADE（劉備）
- ナイツクロニクル（マルデューク）
- にゃんきつ!（サマ）
- 猫のニャッホ 〜ニャ・ミゼラブル〜（ニャッホ）
- 信長の野望・大志（織田信長）
- 姫麻雀（孟青、陳）
- ひらがな男子 いつらのこゑ（ぬ）
- ファイアーエムブレム ヒーローズ（2017年 - 2024年、クロム、オリヴァー）
- ファイアーエムブレム無双（クロム）
- BTOOOM!オンライン（プレイヤーボイス）
- ブラックローズサスペクツ（イアン・ハンター）
- BLESS（グイド）
- 文豪とアルケミスト（坂口安吾）
- リア充はじめました（仮）（御堂千門）
- ワールドクロスサーガ -時と少女と鏡の扉-（紂王）
- ファイトリーグ（フィールドの皇帝 シーワールド）

2018年
- サーヴァント オブ スローンズ（レイナルド・ベンタニア）
- スーパードラゴンボールヒーローズ（レモ）
- 七つの大罪 ブリタニアの旅人（エスカノール）
- ONE PIECE トレジャークルーズ（シャーロット・カタクリ）
- テイルズ オブ ザ レイズ（2018年 - 2020年、アルヴィン、坂田銀時）
- 進撃の巨人2（マルロ・フロイデンベルク）
- イケメン戦国◆時をかける恋 新たなる出逢い（織田信長）
- スーパーロボット大戦X（リー・コンラッド）
- Far Cry 5（ジョン・シード）
- 神無月（ヘレス）
- Death end re;Quest（棟方夏生）
- 共闘ことばRPG コトダマン（2018年 - 2023年、キボウ、ウラミ、キユウ、イカリ、シンジツ、ゼツボウ、アジルス、速杉ホクト、フォックス / 喜多川祐介、エスカノール、坂田銀時、悲鳴嶼行冥、柴大寿 他）
- ポポロクロイス物語 ナルシアの涙と妖精の笛（ゴン、鬼面童子）
- Caligula Overdose -カリギュラ オーバードーズ-（田所興起）
- 相剋のエルシオン 光と闇の輪廻（ジェグ）
- ペルソナ5 ダンシング・スターナイト（喜多川祐介）
- フルメタル・パニック！ 戦うフー・デアーズ・ウィンズ（リー・ファウラー）
- 超回転 寿司ストライカー The Way of Sushido（ジンライ）
- 真紅の焔 真田忍法帳（猿飛佐助）
- 機動戦隊アイアンサーガ（ウッド）
- ゴシックは魔法乙女〜さっさと契約しなさい!〜（京極晴也）
- 三極ジャスティス（京極晴也）
- ファンタジーライフ オンライン
- PUBG MOBILE（男性クイックボイス）
- パズル&ドラゴンズ（2018年 - 2022年、シェリング・フォード、坂田銀時、シャーロット・カタクリ、ジョセフ・ジョースター）
- 青空アンダーガールズ! Re:vengerS（主人公）
- スカイフォート・プリンセス（レンジ）
- KING OF PRISM プリズムラッシュ！LIVE（高田馬場ジョージ）
- 無双OROCHI 3（加藤清正）
- ミストクロニクル（クレブ）
- THE KING OF FIGHTERS ALLSTAR（リューゴ、坂田銀時）
- プレカトゥスの天秤（イーヴァル・ディン）
- 戦国プロヴィデンス（キョン）
- ワールドエンドヒーローズ（巽一心）
- ドラゴンクエストライバルズ（ライアン、ハンフリー）
- ペルソナQ2 ニュー シネマ ラビリンス（喜多川祐介）
- 大乱闘スマッシュブラザーズ SPECIAL（2018年 - 2019年、クロム、鷹丸、フォックス / 喜多川祐介）
- ぷよぷよ!!クエスト（2018年 - 2021年、喜多川祐介、坂田銀時）
- 夢間集（シンブ）
- でみめん（ランビック）
- ダイダロス: ジ・アウェイクニング・オブ・ゴールデンジャズ（真木）
- スーパーロボット大戦X-Ω（2018年 - 2019年、シリウス・ド・アリシア、チェインバー）

2019年
- FAIRY TAIL DiceMagic（ブリガンテ）
- RELEASE THE SPYCE secret fragrance（ジョージ）
- キャサリン・フルボディ（フォックス / 喜多川祐介） - DLC追加キャラクター
- JUDGEMENT 7 俺達の世界わ終っている。（尾張世界）
- LoveR（堂島隆生）
- 禍つヴァールハイト（ファウスト）
- D.C.4 〜ダ・カーポ4〜（常坂元）
- AFTERLOST - 消滅都市（タクヤ）
- 恋とプロデューサー 〜EVOL×LOVE〜（ゼン）
- とある魔術の禁書目録 幻想収束（アウレオルス＝イザード）
- アルカ・ラスト 終わる世界と歌姫の果実（ラドロ）
- ガールフレンド（仮）（悪デカ男）
- スーパーロボット大戦DD（2019年 - 2025年、リー・ファウラー、グラディオン、ダークグラディオン、スペルビア、龍王丸〈創造伝〉、アンギルオン、ブルックリン・ラックフィールド、エッジ・セインクラウス）
- ポケモンマスターズ（センリ）
- ドラゴンクエストXI 過ぎ去りし時を求めて S（ハンフリー）
- ペルソナ5 ザ・ロイヤル（喜多川祐介）
- DEATH STRANDING（放浪のMC）
- 星鳴エコーズ（怪盗X）
- ワールドフリッパー（レジス、キョン）
- 新サクラ大戦（司馬令士）
- PUBG LITE（杉田智和1）
- BUSTAFELLOWS（サウリ）

2020年
- キングダムハーツIII（マスター・オブ・マスター） - DLC追加キャラクター
- ロストディケイド（ソロモン）
- Death end re;Quest2（棟方夏生）
- ペルソナ5 スクランブル ザ・ファントム ストライカーズ（フォックス / 喜多川祐介）
- ＃コンパス 戦闘摂理解析システム（ピエール77世）
- ONE PIECE 海賊無双4（シャーロット・カタクリ）
- ファイナルファンタジーVII リメイク（アニヤン・クーニャン）
- オランピアソワレ（玄葉）
- 聖剣伝説3 TRIALS of MANA（死を喰らう男）
- メルヘン・オブ・ライト〜モロガミ放置RPG〜（アーサー）
- ドラガリアロスト（クロム）
- The Last of Us Part II（ジェシー）
- インディヴィジブル 闇を祓う魂たち（ナーガ・ライダー）
- 聖闘士星矢 ライジングコスモ（ケンタウルス座・バベル）
- 真・女神転生III NOCTURNE HD REMASTER（葛葉ライドウ）
- HoneyWorks Premium Live（クマ丸）
- ヒーローズコンバット（オタク）

2021年
- うみねこのなく頃に咲 〜猫箱と夢想の交響曲〜（ロノウェ）
- ラクガキ キングダム（ナッシュ・ウェイカー）
- 妖怪ウォッチ ぷにぷに（エスカノール、柴大寿）
- 世界革命RPG ロードオブヒーローズ（ミハイル）
- 9-nine-（高峰蓮夜）
- 八月のシンデレラナイン（キョン）
- ファミコン探偵倶楽部 消えた後継者（天地）
- アカシッククロニクル〜黎明の黙示録（ティグラル、ヴェルス）
- モンスターハンターストーリーズ2 〜破滅の翼〜（リヴェルト）
- モンスターストライク（2021年 - 2025年、終末運命共同隊〈ベートーヴェン〉、アダルマン、オギノ、喜多川祐介）
- 東方ダンマクカグラ（森近霖之助）
- アイドルマスター シンデレラガールズ スターライトステージ（2021年 - 2023年、プリヴェ店長、キョン）
- ステート・オブ・サバイバル（サージ）
- クッキーラン: キングダム（炎の精霊クッキー）
- ブレイブ フロンティア レゾナ（ミズチ）
- D CIDE TRAUMEREI（栄多凌久）
- ガーディアンテイルズ（クレイグ）
- 鬼滅の刃 ヒノカミ血風譚（悲鳴嶼行冥）
- ラグナドール 妖しき皇帝と終焉の夜叉姫（ぬらりひょん）
- スーパーロボット大戦30（2021年 - 2022年、エッジ・セインクラウス、ブルックリン・ラックフィールド）
- 真・女神転生V（八雲ショウヘイ）
- ウインドボーイズ！（牛尾彰利）
- グランサガ（カルリッツ ）
- テトテ×コネクト（ゴアレ）

2022年
- ポーカーチェイス（ジン・フレミング）
- 英傑大戦（2022年 - 2023年、雑賀孫市、斎藤一、陸奥陽之助、内藤昌秀、周布政之助、簡雍、エスカノール）
- 神界奇伝〜八百万神の幻想譚〜（梵天）
- 冤罪執行遊戯ユルキル（明智アランポ）
- 信長の野望・新生（織田信長）
- ライブアライブ（原人、ホイ飯店主、マスター、ハヤテ、ジャッキー・イヤウケア、タダシ、キャプテン・スクウェア、大臣、アムルクレチア）
- ANONYMOUS;CODE（弓川十字〈クロス〉）
- ソウルハッカーズ2（マダム銀子）
- tERRORbane（開発者）
- ノーモア★ヒーローズ3（ブラックナイトディレクション、パラドックスバンデッド）
- 勝利の女神:NIKKE（アンダーソン）
- グーニャモンスター（トード）
- ドラゴンクエスト トレジャーズ 蒼き瞳と大空の羅針盤（ギンギーラ、キングスライム族、ドラキー族）
- ゴブリンスレイヤー エンドレスハンティング（蜥蜴僧侶）

2023年
- D.C.5 〜ダ・カーポ5〜（常坂元）
- 龍が如く 維新! 極（河上彦斎）
- ファイアーエムブレム エンゲージ（クロム）
- Kanon（相沢祐一） - Switch版
- エーテルゲイザー（アポロン）
- GUILTY GEAR -STRIVE-（飛鳥＝R♯） - DLC追加キャラクター
- ストリートファイター6（JP）
- クライマキナ/CRYMACHINA（アントロポス）
- 信長の野望 出陣（2023年 - 、織田信長）
- 刀剣乱舞 ONLINE（2023年 - 2024年、孫六兼元）
- STAR OCEAN THE SECOND STORY R（ディアス・フラック）
- ペルソナ5 タクティカ（喜多川祐介）
- ドラゴンクエストモンスターズ3 魔族の王子とエルフの旅（ライアン）
- ドラゴンボール ザ ブレイカーズ（レモ）

2024年
- ゴブリンスレイヤー -ANOTHER ADVENTURER- NIGHTMARE FEAST（蜥蜴僧侶）
- 百英雄伝 (ヨルハン）
- 真・女神転生V Vengeance（八雲ショウヘイ）
- モンソニ!（2024年 - 2025年、ベートーヴェン）
- Death end re;Quest Code Z（ムナカタ・ナツオ）
- 燃えよ!乙女道士 〜華遊恋語〜（語り部）
- メタファー：リファンタジオ（ゾルバ）
- レゾナンス:無限号列車（ボックス）
- ロマンシング サガ2 リベンジオブザセブン（ボクオーン）
- 八剱伝Switch版（流山真兵衛）
- フィグゼイト -地獄の英雄伝説- EXAレーベル（ハワード・ヤング）

2025年
- Honor of Kings（后羿）
- けものティータイム（ギモーヴ）
- RAIDOU Remastered: 超力兵団奇譚（葛葉ライドウ、葛葉雷堂）
- ペルソナ5: The Phantom X（喜多川祐介）
- 鬼滅の刃 ヒノカミ血風譚2（悲鳴嶼行冥）
- トワと神樹の祈り子たち（ニシキ）

### 携帯コンテンツ
- あるけみ!錬金術師と天の使者（ノエル）
- あやかし秘密の生徒会（ヴァン）
- オーディオブックス『聴く星新一』 第2弾「ゆきとどいた生活コレクション」
- 乙女デスク（岸川繁）
- 君とナイショの…今日から彼氏（須賀寛貴）
- きらめき!熱血☆ラ部（剣崎リュウメイ）
- KEITAI☆ガーディアン（ドレイジア・マーブル）
- 恋ゲーステーション 第1弾 ミラクルトレイン〜大江戸線へようこそ〜（都庁前）
- 恋人は専属SP（秋月海司）
- コチラ★生徒会〜魔物ハンターズ〜（櫻井凌）
- 5人の恋プリンス〜ヒミツの契約結婚〜（真木雄介[642]）
- 代官山シークレットLOVE（有里駿輔）
- 超!アニメロ オリジナルドラマシリーズ『響演』 第3弾「宝くじ」
  - エンディングイメージ曲『Carry Over』（自身で作詞も担当）
- 超速ナビMAPLUS（音声ナビ）
- 幕末恋愛革命（土方歳三）
- BIG4 Fair（黒崎祐）
- 放送禁止。（春山哲哉）
- 鬼灯〜ほおずき〜 二藍の刻にひそむ妖（祢々斬）
- ラブ彼 〜恋愛偏差値上昇中!〜（姫宮誠史朗）
- ラブラブ天使様〜アンジェリーク〜（フランシス・ウォルトン）

### ドラマCD
- あえかなる世界の終わりに Vol.1・2（俵坂竜平）
- 蒼き鋼のアルペジオ（2011年、織部僧[643]）
  - 第24巻ドラマCD付き特装版（2022年）[644]
- 浦島坂田船 2ndシングル「明日へのBye Bye」特典CD「ボイスドラマ「燃えろ！ スポ根★浦島坂田船」」[645]
- あなたがお風呂でのぼせるCD〜温泉擬人化コレクション・シーズン2〜第4弾「秋保編」（秋保）
- アニコイ 〜ANIme mitaina KOI shitai!〜（慈恩寺普門）
- Are you Alice? シリーズ（ハートのジャック） - 3作品[一覧 107]
- AYAKASHI Characters Vol.5 夜明アキノ（”彼”）※ドラマ部分に出演
- 妖しのセレス ドラマアルバム 天女の歌声〜The Heavenly Voice〜（御景各臣）
- ドラマCD アマガミ vol.3・4・6（ケン）
- アリス シリーズ（ナイトメア＝ゴットシャルク） - 6作品[一覧 108]
- アリス・ロワイヤル（ミルバック・サザラン）
- アルカナ・ファミリア -La storia della Arcana Famiglia- シリーズ（パーチェ） - 8作品[一覧 109]
- アンジェリーク シリーズ（フランシス） - 11作品[一覧 110]
- アンバランス×2（神門健一）
- イケベン! 〜池澤くんと愉快な仲間たち〜（1） - （3）（池澤亮二）
- イケメン大奥ドラマCD 第四巻（水尾）
- 犬夜叉 地獄で待ってた七人隊!（煉骨）
- イルゲネス -The Genetic Sodom ILEGENES-（ニコラス・ローデン）
- インフィニティブレード（ギル）
- Weiß kreuz Wish A Dream Collection 4 〜FIRST MISSION〜（美沢尚）
- ウエルベールの物語（ローデン・シオール）
- 英雄伝説 零の軌跡 プレストーリー -審判の指環-（トヴァル）
  - 英雄伝説 零の軌跡外伝 ザ・ブック・オブ・カーネリア
- S線上のテナ（響恭介）
- DS版 エストポリス オリジナル・サウンドトラック（ジミー）※ドラマ部分に出演
- エンジェル・プロファイル オリジナルドラマCD Boys.be ambitious! 後編（ヴィトウス）
- 王子様（笑）シリーズ（「カエルの王子様」の王子様） - 5作品[一覧 111]
- おうちでごはん -Voice of Mealtime-（瓜沢芯）
- お仕事男子 vol.3・4（佐伯未来）
- おとぎ銃士 赤ずきん ドラマ&サウンドトラックアルバム 第一章・第三章（アレクトール）
- 乙女系ドラマCD 結局オレらの誰が好きなの!? 生徒会編（海都）
- 乙女的恋革命★ラブレボ!!（若月龍太郎） - 2作品[一覧 112]
- おねがい☆ティーチャー シリーズ（山田正臣） - 6作品[一覧 113]
- 首の姫と首なし騎士（アルベルト・ホースマン）
- 俺たちに翼はない ドラマCD 2ndシーズン 第1巻「夢ラジオ・空色スクールデイズ」（DJコンドル）
- 俺様ティーチャー ドラマCD第2弾 花とゆめ2012年19号付録（由井忍）
- 会長はメイド様!（碓氷拓海）※『LaLa』2007年4月号付録
- 快盗天使ツインエンジェル Vol.2・3・5（ナポレオン）
- 学園アリス（殿内明良）
- 学園革命伝ミツルギ 1・2（中二階堂 三一）
- 学園天国パラドキシア GHOST TRAP（坂神練司）
- ガジェットトライアル perfect audiotracks（ミハラ少佐）
- 風姫外伝 〜花鎮めの風〜（従者）
- かのこん（源たゆら）
- 神様のメモ帳2「歌姫の危険なアングル」（桐島武史）
- キサラギ 声優ver.（オノ・ダイスケ）
- 気象精霊記 シリーズ - 3作品[一覧 114]
- KOVオリジナルドラマCD 第4弾「ダブルラリアット」（イケメン天使の鈴木）
- キスとDO-JIN! 〜王子様はカリスマ大手!?〜（西南北一輝）
- キミとナイショの…今日から彼氏（キミカレ） シリーズ（須賀寛貴） - 4作品[一覧 115]
- 共鳴せよ!私立轟高校図書委員会（木下久仁也）
- CHiRAL CAFEへようこそ（ケイスケ）
- 狂乱のコンプレアンノ-COMPLEANNO DELLA PAZZIA-（ロメオ）
- 銀河ロイド コスモX IN ヒーロークロスライン ドラマCD（アルクベイン（台場巽）/SPARC）
- 黒執事 華麗なるドラマCD（リー）
- グリードパケット∞ コミックス4巻特装版付録ドラマCD（パンテック）
- クラ×ラバ 〜ファンは、かく語りき〜（シューベルト）
- GetBackers-奪還屋- 神の記述編 1 - 2（ラグエル）
- 原獣文書2（サヴァルク、ケイ）
- 恋するエクソシスト ドラマCD 〜やくそくのばしょ〜（二ノ宮金之助）
- 恋人は専属SP 〜恋のミッション24時〜（秋月海司）
- 工画堂スタジオ 夏の怪談2006 〜体感温度が3度上がるCD〜（ミハラ少佐）
- コープスパーティー・ブラッドカバー 第1・2巻（刻命裕也）
- コープスパーティー2 DEAD PATIENT（氏度聖羅）
- ゴッドチャイルド ビジュアルCD-BOOK（リフ）
- こどものじかん ドラマCD「どらまのじかん」（九重レイジ）
- 5人の恋プリンス 〜ヒミツの契約結婚〜 ドラマCD 第2巻（真木雄介[646]）
- 殺し屋さん（ゴローさん）
- convenience store LAMENTO（ケイスケ）
- ザッツコメディー 暴走HUNT〜!
- さよなら絶望先生 ドラマCD 絶望劇場（一旧さん）
- 『三国恋戦記〜オトメの兵法!〜』公式ドラマCD「孔明篇 誓いの星」（孔明）
- 死選組〜あやかし雪月花〜-死選組誕生編-（上杉謙介）
- 仕立屋工房 ドラマCD Collection 2・3（ジャンク）
- 執事たちの恋愛事情（真壁直樹） - 2作品[一覧 116]
- 獣神空想御伽草子 第一巻（オオカミ）
- 失恋ショコラティエ ドラマCD Vol.2（関谷）
- 死神姫の再婚 Drama CD Vol.1（カシュヴァーン・ライセン）
- SHUFFLE! シリーズ（土見稟） - 6作品[一覧 117]
- ジャッジメントちゃいむ『レムナ＝レムナの魔法石』（スコット＝パルプ）
- シュヴァリエ -月の姫と竜の騎士- Vol.1・2（ディオ）
- 十三支演義 〜偃月三国伝〜 ドラマCD The Sweetheart of Three Kingdom 〜深夜城の宴〜（馬超）
- 秀麗学院高校物語〜伝説の少年〜（花月那智）
- 純愛特攻隊長! 1・2（平田明文）
- ショショリカ ドラマCD（カゼイン）
- 辛奇音劇 シリーズ（正木圭輔） - 2作品[一覧 118]
- ジンキ・エクステンド〜リレイション〜（小河原両兵）
- CYNTHIA THE MISSION ドラマCD 第1巻（島原カルロス）
- スーパーダンガンロンパ2・アナザーストーリー 赤版（田中眼蛇夢）
- スーパーロボット大戦シリーズ（ブルックリン・ラックフィールド） - 3作品[一覧 119]
- TVアニメ 翠星のガルガンティア ドラマCD 謝肉祭〜夕餉〜（チェインバー）
- 好きっていいなよ。（竹村海）
- SKET DANCE ドラマCD 1・2（スイッチ / 笛吹 和義）
- 涼宮ハルヒの憂鬱 ドラマCD 〜サウンド・アラウンド〜（キョン）
- SUDA51'S SDATCHER（ドミニク・ブラックヘッド）
- Starry☆Sky シリーズ（七海哉太） - 6作品[一覧 120]
- 生徒会長は妹が好き（加賀美秋）
- 声優かっ!（久遠千里）
- 声優フェスタ・春 声の大饗宴 声有第一中学校 新任教師の大災難
- セイント・ビースト シリーズ（流星のキラ） - 11作品[一覧 121]
- 絶対不発アトミックガール コミックス1巻限定版付録CD（夜青龍）
- CELL DIVISION（坂田テツガク） - 2作品[一覧 122]
- 07-GHOST〜ハウゼン家〜（セイラン）
- ゼロイン（花友蔵）
- ZERO ZANY.（名無し） - 2作品[一覧 123]
- 戦国武友伝 弐の巻〜光芒の絆〜（長曽我部元親）
- 戦国無双3 光華繚演（加藤清正）
- 爽海バッカニアーズ!（ジェイク＝バーンズ[647]）Vol.1 - 3
- 創星のアクエリオン OVA同梱ドラマCD（シリウス・ド・アリシア）
- そこはぼくらの問題ですから（六朗）
- di［e］ce-ダイス-（雅羅） - 2作品[一覧 124]
- 逮捕しちゃうぞ 墨東ワンダフル STORY（ナレーション）
- 耽美夢想マイネリーベ 虹の橋〜ビブロスト〜（ナオジ）
- 超!アニメロ オリジナルドラマシリーズ『響演』 ドラマCD「宝くじ/腕時計」
- ちょびっツ ドラマCD chapter.1 - 5（本須和秀樹）
- つくものがたり ドラマCD 野郎がたり（竜岡勇一）
- テイルズ オブ イノセンス Vol.1・2（オリフィエル）
- アンソロジードラマCD テイルズ オブ エクシリア（アルヴィン） - 2作品[一覧 125]
- てのひらを、たいように オリジナルドラマCD（春野明生）
- デビルサマナー 葛葉ライドウ 対 隻眼化神 前・後編（葛葉ライドウ）
- デンキ街の本屋さん 〜うまのほねの人々〜（ソムリエ）
- DUEL LOVE 恋する乙女は勝利の女神 オリジナルドラマCD 恋する王子は勝利のヘブン（島津晃）
- 地球へ… オリジナルドラマCD「S_D_582 彷徨〜さまよい〜」（ソルジャー・ブルー）
- 東京鬼祓師 鴉乃杜學園奇譚 壱・弐巻（鬼丸義王）
- トゥルーフォーチュン オリジナルボイスドラマ Vol.1 - 3（如月真也）
- TVアニメ「咎狗の血」ドラマCD 想増／Gossip（ケイスケ）
- となりの801ちゃん（男子生徒、執事、駅のアナウンス）
- ドラゴノーツ ドラマ&キャラクターソング Vol.5（ハウリングスター）※ドラマ部分に出演
- とらぶるふぉうちゅんCOMPANY☆はぴCURE ドラマCD（巳崎慶吾）
- 「トリニティ・ブラッド」Trinity Blood File #02「GUNS N’SWORDS」+ more（ジョルジュ・ローデンバック）
- DOLLS コミックス8巻限定版付録CD（胡雅一翠）
- とんでもスキルで異世界放浪メシ（フェル[648]）※ノベルス第5巻、第8巻[649]ドラマCD付き特装版
- ナイト ウィザード The 2nd Edition ファンブック エンド・オブ・エタニティ（ロナミルス）
- なかよし公園（ボギー）
- ニーチェ先生〜コンビニに、さとり世代の新人が舞い降りた〜（仁井智慧[650]）
- ぬらりひょんの孫（鴆）
- ネガポジ〜梶原直己の初恋?〜（有本泰志）
- 猫と私の金曜日（猫太の父）※単行本第8巻ドラマCD同梱版[651]
- NORN9 ノルン+ノネット シリーズ（室星ロン） - 2作品[一覧 126]
- varnish〜キレイのサプリ〜 Vol.2（留萌千歳）
- 伯爵と妖精 シリーズ（レイヴン） - 2作品[一覧 127]
- はじめての甲子園（雨四光千鶴）
- パスタマフィア 1（マカロニ）
- 初恋モンスター（三宮銀次郎）※コミックス3巻ドラマCD付き特装版[653]
- バトルスピリッツ ダブルドライブ オリジナルドラマCD「究極! 試練の三番勝負!」（イヌイ将軍[654]、バトルスキー仮面、茂上年男）
- 劇場版 遙かなる時空の中で 舞一夜 〜常緑〜（子緑丸）
- バレスタ（1st） 全5巻（東二郎）
- 緋色の欠片 シリーズ（鬼崎拓磨） - 5作品[一覧 128]
- ヒイロノカケラ 新玉依姫伝承 ドラマCD 【諏訪プロデュース・守護者育成計画】（鬼崎刀真）
- VitaminX シリーズ（葛城銀児） - 7作品[一覧 129]
- 引き籠もりヒーロー外伝「アレクサンドラの怪人＆ヒーローレポート」（マスカレイド）
- ひつじの涙（氷浦海響）
- ひめごとははなぞの（鈴木洋）
- B.A.D. 嗤う髑髏（小田桐勤）
- ファイアーエムブレム 覚醒 シリーズ（クロム） - 2作品[一覧 130]
- ファイブ シリーズ act.3（妹尾孝文）
- FINALΦFICTION喜歌劇（シロさん）
- Fate/Grand Order First Take（レフ教授[656]）
- 伏 銀華と氷刃の猟奇録 巻之壱・弐（戍孝）
- BLAZBLUE シリーズ（ラグナ・ザ・ブラッドエッジ） - 3作品[一覧 131]
- PERSONA5 THE NIGHT BREAKERS（喜多川祐介）
- 方言男子 ケンカもするけど僕たち仲よし（春日部）
- 星の王子さま（僕）
- マクロスF ドラマCD 娘ドラ◎ ドラ3・4（レオン・三島）
- 真剣で私に恋しなさい! ドラマCD Vol.1（井上準）
- 魔法少女リリカルなのはStrikerS サウンドステージ 2・4（クロノ・ハラオウン）
- TVアニメ「まりあ†ほりっく」ドラマCD（鼎藤一郎）
- MR. シリーズ（ロバート・ワイズマン） - 2作品[一覧 132]
- 蜜談（水野学[657]）
- ドラマCD 宮河家の空腹 〜宮河ひなたの一日〜（杉田店員）
- 名作文学（笑）ドラマCD「走れ☆メロス」（セリヌンティウス）
- キャラソン&ドラマCD METAL GEAR SOLID PEACE WALKER 平和と和平のブルース（カズヒラ・ミラー）
- 妄想エステ（泉乃彗） - 2作品[一覧 133]
- 萌恋!2〜恋愛フラグひとりじめ♥〜（真壁仁）※『女の子のためのクチコミ&投稿マガジン』2010年5月号応募者全員サービス
- モンスターコレクションTCG 七星魔導史マフィン伝 シリーズ（マフィン） - 3作品[一覧 134]
- 「DOLLS 7」「鵺射」発売記念応募者全員サービスドラマCD（志乃宮一覇）
- ヤマトナデシコ七変化♥ アニメヨリ ヤッチマウヨー!（織田武長）
- 由貴香織里 スペシャル・ドラマCD（ルードヴィッヒ、リフ）
- 妖怪アパートの幽雅な日常（古本屋）
- よしとおさま!（善透）※コミックス第8巻ドラマCD付き特別版
- 世にも奇妙な通販ばなし（一ノ瀬太郎） ※アニメイトオンラインショップリニューアル記念オリジナルドラマCD
- 46番目の密室（大崎警部）
- 落語CDドラマ其ノ貮〜浜野矩随
- ラストエスコート 〜深夜の黒蝶物語〜 ドラマCD（臣万里）
- Rust Blaster（ラビ・フォルスナー）
- RACK-13係の残酷器械- コミックス4巻アニメイト限定セットドラマCD（爆弾犯）
- ラノベ王子☆聖也（佐久間聖也）
- ドラマ&メッセージCD ラブラブ・天使様〜アンジェリーク〜（フランシス）
- ラブルートゼロ シリーズ（湯原光一） - 4作品[一覧 135]
- ラブ☆レシピ〜変なエッセンス〜（桐生典明）
- Landreaall シリーズ（ルーディー） - 4作品[一覧 136]
- READING FOR THE TIES 2009 The Perfect CD
- 「理系男子。」 シリーズ（輝銀次郎） - 3作品[一覧 137]
- リーマン戦隊タカナシレンジャー（一番合戦圭吾/ブラック）
- リバース/エンド 1 - 3（千住）
- RE:BORN〜仮面の男とリボンの騎士〜（プラスチック[658]）※コミックス第1巻ドラマCD同梱版
- ルードヴィッヒ革命（ルードヴィッヒ）
- 「黎鏡」×「胡鶴」応募者全員サービス小冊子付録ドラマCD（九曜黎）
- レンタル執事 Drama CD Vol.1（早見達郎）
- 若本規夫の雑学語録外伝 1 - 3（プロフェッサー・シリスギータ）
- 四月一日さんには僕がたりない（ナレーション[659]）

### BLCD
- アイツの大本命 1 - 3（山中）
- 愛できつく縛りたい〜恋より激しく〜（守川彰彦）
- 愛と欲望は学園で1・2・4・5（六波羅ギイ）
  - 愛と欲望は学園で コミックス6巻初回限定版ミニドラマCD
- 愛なら売るほど（飴屋）
- 甘い罪のカケラ（桂川直樹）
- 苺王子1・2（レオ）
  - KiKKa5周年記念「SPiN OFF」
- 茨木さんと京橋君1（茨木）
- イヤもキライも恋のうち（幸村隼人）
- 美しいこと（寛末基文）
  - 愛しいこと
- エゴイスト・プリンス（ロルフ）
- エス（安東隆也）
- Angel's FeatherVol.5 薫×翔&来栖×瀬那（木村薫）
- 王子様☆ゲーム（青蘭）
- 駆け引きはベッドの上で（片岡）
- 彼氏〜 シリーズ（植田和人）
  - 彼氏いりませんか?
  - 彼氏のひみつ
  - Little Romance
- 可愛いひと。I - VIII（都村春）
- 騎士堂倶楽部（桂木達哉）
- 君の声を聴かせてよ（清水淳平）
- Candy Quartz apartment シリーズ（上田幹生）
  - Candy Quartz apartment あさ
  - Candy Quartz apartment ひる
  - Candy Quartz apartment よる
  - Candy Quartz apartment よなか
- 教師も色々あるわけで 1・2（古森忠道）
  - 最恐教師 〜教師も色々あるわけで〜
- キレパパ。 1・2（船場真）
  - キレパパ 水鬼オリジナル外伝 そして誰もいなくなった銀雪館
- グレイ・ゾーン（室生影司）
- 幻想少年譚 月彦（藤村雅）
- 小悪魔のサンクチュアリ（早乙女醍登）
- 恋する暴君1・3・6（黒川貢）
- 恋の心に黒い羽（充夫）
- 恋の シリーズ（藍沢学斗）
  - 恋のシーズニング
  - 恋のテイスティング
  - 恋のミキシング
  - 恋のトッピング
- 恋の雫（宮守直人）
- ご主人様と犬 1・2（高城竟輔）
- この愛を喰らえ（緋賀颯洵）
- SASRA4（緒方京介）
- しあわせにできる2（菊地和哉）
- 歯科医は愛を試される（成島和人）
- 執事の特権（原田仁）
- 守護霊様に憑いてコイ（京）
- 新・無敵なぼくら（音羽樹）
- scarlet（亮）
- 生徒会長に忠告シリーズ（知賀）
- 世界のすべてが敵だとしても（阿部崇生）
  - 世界は二人のために
- 束縛のアリア（瀬尾晃一）
- 第ニボタンください（知賀泰広）
- ダイヤモンドは恋してる（片岡穣）
- タクミくんシリーズ 10th Anniversary Complete Edition3 バレンタイン ルーレット（野沢政貴）
  - タクミくんシリーズ 10th Anniversary Complete Edition5 美貌のディティル
- 沈黙の狼（白河青葉）
- 追憶のキスを君は奪う（渡辺冽）
- 罪作りな君（RYU）
  - 罪作りな君〜against love〜
- つよがり（戌尾）
- 東京騎士王国 1 - 3（北条紫）
- 同細胞生物。（兄天使）
- 囚われの楽園で王子と（サリーム）
- ニッポニア・ニッポン（ヒューバート）
- ネクラートホリック（渥美紘昌）
- 背徳のラブ・シック（羽鳥絋輝）
- honey（久保貴志）
- 伯爵様 シリーズ（クレイヴン伯エドワード）
  - 伯爵様は危険な遊戯がお好き
  - 伯爵様は秘密の果実がお好き
  - 伯爵様は不埒なキスがお好き
  - 伯爵様は魅惑のハニーがお好き
  - 伯爵様よりスペシャルな愛をこめて 小説付録ミニドラマCD
- ハチミツ浸透圧（矢野智彦）
- 花色バージンソイル（凪紗の兄 浅月夜凪）
- 華は貴族に手折られる（望月）
- 花嫁はマリッジブルー（朝倉正嗣）
- 薔薇の砂漠（ジブリール）
- BiNETSU シリーズ（南部芳）
  - 親猫シリーズ1 魅せられて
  - 親猫シリーズ2 猫かぶりの君〜復讐編〜
  - 親猫シリーズ3 猫かぶりの君〜新婚旅行編〜
  - 親猫シリーズ4 親猫は愛を宿す
  - 子猫シリーズ1 ピンクな子猫
  - 子猫シリーズ2 ブルーな子猫
  - 子猫シリーズ外伝2 紳士は甘く略奪する
- 不器用なサイレント2（加賀見）
- 舞踏会の手帖 〜Un Carnet de Bal〜（九鬼遠文）
- プラス20cmの距離（日高敦）
- 不埒な シリーズ（真野直隆）
  - 不埒なモンタージュ
  - 不埒なスペクトル
- ブロードキャストを突っ走れ!（早川拓）
- BOYS LIFE 完全版（レスリー）
- 本日のSpecial（羽柴風太郎）
- 蜜と十字架（エドワード）
- メガネたちの秘書室（国枝和史）※「GUSH moetto」2010年 09月号付録CD
- 妖精学園フェアラルカ♥〜ダーリンは眠りの精〜（ルゲイエ）
- 嫁に来ないか（ナレーション）
- ラブプリズム（真壁）
- LOVE MODE 4・5（一星）
- 恋愛操作 2 - 4（笹谷雉）
- わりとよくある男子校的恋愛事情（平次治）
- 鯛代くん、君ってやつは。（伴内百福[660]）

### ラジオドラマ
- 魔装機神サイバスター（シンジ・キリハラ）（アニガメパラダイス）
- 学園革命伝ミツルギ（中二階堂三一）（音泉）
- SUDA51'S SDATCHER（ドミニク・ブラックヘッド）（小島プロダクション公式サイト内ブログ「ヒデラジ」）
- 放送天使 ツインエンジェル R ラジオドラマ（音泉）
- 臨死!!江古田ちゃん（マーくん）（オールナイトニッポンモバイル）
- 帰りたいサラリーマン（ヤマダ〈サラリーマン変身者〉）[661]
  - サラリーマンBLACK（ヤマダ）[662]

### 吹き替え

#### 担当俳優
クメイル・ナンジアニ
- マーベル・シネマティック・ユニバース（2021年 - 2024年、キンゴ）
  - エターナルズ
  - ホワット・イフ...?

- オビ＝ワン・ケノービ（2022年、ハジャ・エストリー）

#### 映画
- RRR（コムラム・ビーム〈N・T・ラーマ・ラオ・ジュニア〉[666]）
- エベレスト 3D（ガイ・コター〈サム・ワーシントン〉[667]）
- THE KING OF FIGHTERS（草薙京〈ショーン・ファリス〉）
- ジェクシー! スマホを変えただけなのに（フィン〈アダム・ディヴァイン〉[668]）
- シャザム!（魔術師シャザム〈ジャイモン・フンスー〉[669]）※劇場公開版
  - シャザム!〜神々の怒り〜[670]
- スティーラーズ（リッキー・バルドースキー〈ブレンダン・フレイザー〉）
- スノーホワイト/氷の王国（エリック〈クリス・ヘムズワース〉[671]）
- セガvs.任天堂/Console Wars（豊田信夫）
- ちいさな独裁者（ヴィリー・ヘロルト〈マックス・フーバッヒャー〉）
- チャップリン・ザ・ルーツ（チャーリー・チャップリン）
  - チャップリンの替玉[672]
- デッドプール&ウルヴァリン（カウボーイプール[673]）
- ドクター・ドリトル（ジェームズ[674]）
- パシフィック・リム（ローリー・ベケット〈チャーリー・ハナム〉[675]）
- パワーレンジャー（ビリー / ブルーレンジャー（英語版）〈RJ・サイラー（英語版）〉[676]）
- 女神の継承（サンティ〈ブーンソン・ナクプー〉[677]）
- メン・イン・ブラック:インターナショナル（エージェントH〈クリス・ヘムズワース〉[678]）
- モンスターハンター（リンク〈ティップ・“T.I.”・ハリス〉[679]）
- モービウス（マイロ〈マット・スミス〉[680]）
- REBEL MOON: パート1 炎の子（カイ〈チャーリー・ハナム〉[681]）
- ロマンチック・アイランド（英語版）（ジョンファン〈イ・ミンギ〉）
- 私の少女時代-OUR TIMES-（シュー・タイユィ〈ダレン・ワン〉[682]）

#### ドラマ
- アローバース（レイ・パーマー / アトム〈ブランドン・ラウス〉）
  - ARROW/アロー
  - THE FLASH/フラッシュ
  - レジェンド・オブ・トゥモロー
- KAMEN RIDER DRAGON KNIGHT（ジェームズ・トレードモア（JTC） / 仮面ライダーストライク〈スコット・ベイリー〉）
- glee/グリー（ショーン）
- SEAL Team/シール・チーム（レイ・ペリー〈ニール・ブラウン・Jr〉[683]）
- 新 酔拳（洪天昭）
- SCORPION/スコーピオン（ウォルター・オブライエン〈エリス・ガベル〉[684]）
- ツイステッド・メタル（ジョン・ドウ〈アンソニー・マッキー〉[685]）
- トラウマコード（ペク・ガンヒョク〈チュ・ジフン〉[686]）
- マーズ 火星移住計画（ベン・ソーヤー）
- ロマンスが必要（ペ・ソンヒョン）

#### アニメ
- アドベンチャー・タイム（ブラコ）
- ガーフィールド・ザ・ヒーロー（ガーフィールド / ガーズーカ）
- カラミティ（英語版）（アブラハム[687]）
- リネージュ（ブルディカ、ヘルバイン、堕落）
- トランスフォーマー アドベンチャー（2015年、ドリフト[688]）
- 十万个冷笑話 11区番外篇（2016年、青年）
- 絵文字の国のジーン（2018年、ハイタッチ[689]）
- ウィロビー家の子どもたち（2020年、ネコ）
- 羅小黒戦記 ぼくが選ぶ未来（2020年、テンフー[690]）
- ウィッシュ・ドラゴン（2021年、ロン）
- 白蛇: 縁起（2021年、はらまき[691]）
- Call Star -ボクは本当にダメな星?-（2023年、スター[692]、G）
- フェ〜レンザイ -神さまの日常-（2023年、ゴウレツ[693][694]）
- 愛しのクノール（2023年、肉屋スマック[695]）
- マスターオブスキル For the GLORY（2023年、呂良[696]）
- 烈火澆愁（2024年、王沢 / ワン・ゾー[697]）
- トランスフォーマー/ONE（2024年、ジャズ[698]）
- この恋で鼻血を止めて（2025年、ディリー[699][初出 6]）

#### その他（吹き替え）
- ブレイン・ゲーム スターの頭脳チャレンジ!（キーガン＝マイケル・キー〈本人〉[700]）
- ランニング・ワイルド WITH ベア・グリルス 2 #5（キーガン＝マイケル・キー〈本人〉[701]）

### デジタルコミック
- VOMIC 銀魂（坂田銀時）
- VOMIC SKET DANCE（スイッチ〈笛吹和義〉）
- Manga 2.5　猫絵十兵衛 御伽草紙（2013年、ニタ）
- TERRACE HORSE THE COMIC（2019年、菊花翔）[702]
- アルバート家の令嬢は没落をご所望です（2019年、ロベルト[703]） - キャラコメンタリー付き
- おのぼりキジムナー（2022年、山田八草[704]）
- 佐々木とピーちゃん（2022年、佐々木）
- くろりんごときいろいそら（2022年、おじさん[705]）
- 脱稿するまでオチません（2022年、ヨエ[706]）

### 特撮
2000年代
- 仮面ライダーキバ（2008年、キバットバットIII世の声、キバットバットII世の声、キバットバットIV世の声、ナレーション） - テレビシリーズ + 5作品
- 劇場版 さらば仮面ライダー電王 ファイナル・カウントダウン（2008年、シャドウイマジンの声） - 友情出演
- 仮面ライダーディケイド（2009年、キバットバットIII世の声、キバットバットII世の声）

2010年代
- 海賊戦隊ゴーカイジャー（2011年、キアイドーの声）
- ネット版 オーズ・電王・オールライダー レッツゴー仮面ライダー 〜ガチで探せ! 君だけのライダー48〜（2011年、キバットバットIII世の声）
- 特命戦隊ゴーバスターズ（2012年、ドリルロイド2の声）
- ウルトラマンギンガ（2013年 - 2014年、ウルトラマンギンガの声、ダークルギエルの声） - テレビシリーズ2作品 + 映画2作品
- 仮面ライダー鎧武/ガイム（2014年、デェムシュの声） - テレビシリーズ + 『映画』（2014年）
- 新ウルトラマン列伝（2014年、ウルトラマンギンガの声、ダークルギエルの声）
- 獣電戦隊キョウリュウジャー「ブレイブ33.5 これぞブレイブ！たたかいのフロンティア」（2018年、デーボ・ブレイブスキーの声）
- 仮面ライダージオウ（2019年、仮面ライダーギンガの声）
- ウルトラギャラクシーファイト（2019年 - 2021年、ダークルギエルの声、宇宙恐魔人ゼットの声） - 2シリーズ
- ネコ戦隊びたたま（2019年、びたたまイエロー / 寅の声）

2020年代
- 魔進戦隊キラメイジャー（2020年 - 2021年、オラディン / 魔進オラディンの声、ナレーション、各種アイテム音声） - テレビシリーズ + 映画2作品
- 仮面ライダー THE WINTER MOVIE ガッチャード&ギーツ 最強ケミー★ガッチャ大作戦（2023年、テンフォートレスの声）
- ナンバーワン戦隊ゴジュウジャー（2025年、Mr.シャイニングナイフの声）
- 仮面ライダーガッチャード GRADUATIONS（2025年、ウロボロスの声、テンフォートレスの声）
  - ホッパー1のはるやすみ（2025年、テンフォートレスの声）

- ナンバーワン戦隊ゴジュウジャー 復活のテガソード（2025年、Mr.シャイニングナイフの声）

### ラジオ
※はインターネット配信。
- セイント・ビースト ケダモノたちのHEAVEN'S PARTY（2003年 - 2010年、アニメイトTV※）
- スウィートジャンクション（2004年 - 2009年、ラジオ大阪・ラジオ日本※）
- スパロボOGネットラジオ うますぎWAVE（2007年 - 、ランティスネットラジオ※・BEAT☆Net Radio!※）
- 12人の優しい殺し屋 side R（2008年 - 2009年、超!A&G+※・音泉※・KONAMI STATION※）
- 仮面ライダーキバ webラジオ「キバラジ」（2008年 - 2009年、仮面ライダーキバ公式サイト内コンテンツ※）
- アニゲラ!ディドゥーーン!!![717]（2009年 - 2021年、超!A&G+※）
- SAY YOU Channel KISS Of Voice! 「杉田智和のデュクシwアイテテww」（2009年 - 2010年、kiss-FM KOBE、アニメイトTV、アメリカ村TV）
- ブレイブルー公式WEBラジオ“ぶるらじ”（2009年 - 、ニコニコ動画内「アークシステムワークス公式動画チャンネル」※）
- マクロスF〜ウラ・URAデカルチャー〜（2009年 - 2010年、声優アニメイト+hm3※・アニメイト ON AIR!※）
- カズヒラ・ミラーの「カズラジ。」（2010年、小島プロダクション公式サイト内ブログ※・Podcast※）
- 戦国大戦異聞録 （2011年、戦国大戦界公式サイト※）
- 男子高校生の日常WEBラジオ『男子高校生の日常会話』（2011年 - 2012年、アニメイトTV※）
- ラジオ・ド・章樫（2012年、アニメイトTV※）
- ファミリア・バール（2012年、アニメイトTV※）
- KR（2012年、アニメイトTV※）
- みんなで遊ぼうエルダイスの地図（2014年、アニメイトTV※）[718]
- K of Radio 4th（2015年、アニメイトTV※）
- ガッチャマンクラウズRadio〜インサイト〜（2015年、超!A&G+※・音泉※・HiBiKi Radio Station※）[719]
- 文化放送モバイルplus presents バトスピ大好き声優の生放送!（2018年 - 、超!A&G+※）
- PERSONA5 the Animation Radio“カイトーク！”（2018年、アニメイトタイムズ※）
- JOESTAR RADIO（2020年、YouTube※・音泉※）[720]
- 無職転生 心の声ラジオ（2021年 - 、YouTube※）[721]
- 杉田智和と後藤邑子の引き籠もりヒーローラジオ（2021年 - 、YouTube※・音泉※）
- ラジオ真郷街～桃生町住民録～（2023年 - 、ラジ友チャンネル※）[722]

### ラジオ・トークCD
- DJCD アルカナ・ファミリア ファミリア・バール UNO
- 癒されBar若本 The Final CD
- DJCD「うみねこのなく頃に」EpisodeR -Radio of the golden witch- 第1巻
- 王子様(笑)シリーズ ラジオドラマCD 第2巻
- 仮面ライダーキバ ラジオCD キバラジ1・2巻
- 銀魂 銀魂放送局 ※DVD初回版特典
- QuinRose MIX.Radio!DJCD 第2巻
- 恋する天使アンジェリーク SWEET PARADISE ラジオCD memory 03
- DJCD さよなら絶望放送 SZBH-SP2
- ドラマCD+ラジオCD 12人の優しい殺し屋 side R part 1 - 3
- スウィートジャンクション ラジオCDシリーズ
  - スウィートジャンクション・ラジオCD（創世記）
  - スウィートジャンクション・ラジオCD（発展期）
  - スウィートジャンクション・テーマソングCD『Brand-new∞ JUNCTION』
  - スウィートジャンクション・バイパスシリーズ 1 - 20
- DJCD Starry☆Sky 星月学園新聞部 第2巻
- DJCD 男子高校生の日常会話
- ナースウィッチ小麦ちゃんマジカルて 風雲弁天町! Vステ春の陣 小麦危機一髪（杉田智和役）※ラジオ大阪Vステーション内のみでの販売
- セイント・ビースト ケダモノたちのHEAVEN'S PARTY ラジオCDシリーズ
  - セイント・ビースト DJCD Chat.1
  - セイント・ビースト DJCD Chat.2 〜ケダモノたちのA・B・CD〜
  - セイント・ビースト DJCD Chat.3 〜ケダモノたちの井戸端会議〜
  - セイント・ビースト DJCD Chat.4 〜ケダモノたちの臨時集会〜
  - セイント・ビースト DJCD Chat.5 〜ケダモノたちの秘密の宴〜 Vol.2
  - セイント・ビースト ラジオCD 第1巻 ケダモノたちのHEAVEN'S PARTY
  - セイント・ビースト ラジオCD 第2巻 ケダモノたちのHEAVEN'S PARTY ダッシュ
  - セイント・ビースト ラジオCD 第3巻 ケダモノたちのHEAVEN'S PARTY ハイパー
  - セイント・ビースト DJ&サントラCD 第1巻
- つり球ラジオ 好き勝手トーキング! Vol.1・2
- DJCD テイルズリング・エクシリア2
- 地球へ… Premium Fan Disc ※DVD初回版特典
- 伝説のエリス家ラジオ ※「伝説の勇者の伝説 第5巻」Blu-ray限定版特典
- 咎狗の血 True Blood DJCD「狗ラジ TB-SHOW」
- TV『咎狗の血』ラジオCD Toshima Station
- ときめきメモリアル Girl's Side 文化祭 ラジオCD
- DJCD「伯爵と妖精」 〜ニコの妖精お茶会〜
- 早見沙織のふり〜すたいる♪ 4
- ラジオCD 緋色の欠片〜紅陵学院放送室〜 真弘と珠紀、ときどき謎
- RADIO DJCD「BLEACH"B"STATION」Second Season3
- ブリラジ! 〜仮面の軍勢篇〜 ※DVD「BLEACH 破面・滅亡篇 4」限定版特典
- ファミ通キャラクターズDX〜ボクらのTVゲーム〜 Season1・2
- Radioトーク ネオロマンス Paradise Cure! (3)・(5)
- ミラクル☆トレイン ラジオCD〜モンタゲ?もんじゃ!?montage!!〜
- モモっとトーク ダイジェストCD5 チラチラCD
  - モモっとトーク・スペシャル モモっとトーク・スペシャルCD2
  - モモっとトーク・スペシャルCD2新装盤
- ラジオの国のアリス 〜Wonderful Wonder Radio〜 DJCD 第2巻
- ラブレボ!!乙女的恋革命★ラジオCD3
  - ラブレボ!!レボリューション!!!★ラジオCD4
- DJCD CHEMICAL REACTION!! 『理系男子。』VOL．1

### 朗読・その他CD
- CDブック あの声優が読むあの名作（朗読 - 「吾輩は猫である」「人間失格」「金色夜叉」「羅生門」「山月記」）
- 絵本スタジオ（おやゆびひめ、かちかちやま、マッチうりの少女、ながぐつをはいたねこ）
- オタク川柳 CD版
- 心に響く物語 Vol.2 「初めての友だち」（朗読 - 「うさぎのぬいぐるみ編」）
- KISS×KISS Collections Vol.11「フライングキス」（乃木美祐）
- Crush Tears I（VOICE - 「愛の臨界」）
- 『三国志 Three Kingdoms 公式朗読CD』シリーズ“虎の咆哮”／馬超篇（馬超）
- 少女病ファーストメジャーアルバム「残響レギオン」（VOICE）
- 十年祭 〜仮面ライダーミュージカル〜（仮面ライダーキバ）
- Story of 365 days〜chapter.SPADE（スペードのエース）
- Story of 365days florigraphy ハナコトバ chapter.SPADE
- 戦国武将物語〜知将編〜（朗読 - 第五話「松永久秀物語」）
- 戦国武将物語外伝〜14の知将&豪傑物語〜（朗読 - 松永久秀物語外伝「生涯でただ一度の恐怖」）
- ツンデレカルタっ!? B
- ツンデレカルタ B2
- DEARS 十二星座物語 Apollon Side（朗読 - てんびん座）
- DEARS 十二星座物語外伝（朗読 - 少年とてんびん）
- でぃあーず にほんのむかしばなし 〜青の色〜（朗読 - 第四話『天狗の隠れみの』）
- でぃあーず にほんのむかしばなし 〜夢の色〜（朗読 - 第七話『少年と天狗』）
- でぃあーず せかいのものがたり 〜青の本〜（朗読 - 第六話『山の魔物ピー・パンティン』）
- でぃあーず せかいのものがたり 〜夢の本〜（朗読 - 第十一話『メリーゴーランド』）
- ドリー夢Voiceブック Vol.04 杉田智和 好きって言って!生徒会長!!
- 朗読CD 『2010 コープスパーティー 真冬の怪談会』（刻命裕也）
- 幕末志士物語〜佐幕・開国編〜（朗読 - 「マシュー・カルブレース・ペリー物語」）
- 幕末志士物語外伝〜14の土佐&佐幕・開国編〜（朗読 - 「マシュー・カルブレース・ペリー物語外伝」）
- 88星座物語〜オオカミの章〜（朗読 - 第一章）
- 88星座物語〜外伝〜 12の星の物語（朗読 - 「カラス座の物語」）
- VitaminX × 羊でおやすみシリーズ Vol.4 「翼を休めておやすみ」（葛城銀児）
- OAD「VitaminX Addiction」後行キャラクターソング -帰ってきたT6（リターンズ）-（朗読 - 名著リタレチャー）
- プロフェッサー・シリスギータ 知識の泉〜ことわざ編〜（プロフェッサー・シリスギータ）
- プロフェッサー・シリスギータの知識の泉100 Vol.2〜慣用句編〜
- もう一つの日本史 知られざる武将たちの宴 その伍「真田幸村 対 前田慶次郎」（朗読 - 「前田慶次郎」）
- 宮沢賢治名作選6〜「やまなし」「オツベルと象」「雪わたり」（朗読 - 「オツベルと象」）
- 朗読喫茶 噺の籠 〜あらすじで聴く文学全集〜 銀河鉄道の夜/走れメロス/吾輩は猫である（朗読 - 「吾輩は猫である」）

### ナレーション

#### テレビ番組（ナレーション）
- あにてれ Presents アニソンぷらす+（2009年12月度担当、テレビ東京）
- MUSIC JAPAN 新世紀アニソンSP.3（2010年11月9日、NHK）
- Asian Ace（2011年10月1日 - 2012年9月29日、TBS）
- KAMEN RIDER DRAGON KNIGHT・番組終了後のコーナーなどのナレーションを担当
- ザ・デビュー（TVK他）
- BSマンガ夜話 第34・35・37弾
- GetNavi ショートムービー「AKB48松井咲子殺人事件」
- SKE48のエビフライデーナイト（2013年10月5日 - 12月21日、日本テレビ）
- アイキャラ（2016年1月14日 - 3月31日、日本テレビ）
- 旅するシェフの仰天レシピ （2016年5月21日 - 、ナショナルジオグラフィックチャンネル）[723]
- ありえへん∞世界（2016年6月28日 - 不定期、テレビ東京）ボイスオーバー
- KEYABINGO!（2016年7月5日 - 2017年3月27日、日本テレビ）
- オタカル最前線（2016年8月30日・2017年4月29日、フジテレビ）
- ライジングスター 飛躍の秘密（2016年12月28日、NHK）
- 日立 世界・ふしぎ発見!（2017年11月11日、TBS）ボイスオーバー
- キワミハンター！「湯気のキワミを探せ！」（2018年3月15日、NHK[724]）
- 有田P おもてなす（2018年4月7日 − 2022年3月5日、NHK[725]）
- eGG（2018年7月20日 - 、日本テレビ）
- 最恐映像ノンストップ6（2018年8月15日、テレビ東京系列）
  - 最恐映像ノンストップ7（2019年7月24日、テレビ東京系列）
  - 最恐映像ノンストップ8（2020年8月26日、テレビ東京系列[726]）
- アスリートの魂（2018年9月20日、NHK[727]）
- オダイバ!!超次元音楽祭（2020年1月3日、フジテレビ）
  - オダイバ!!超次元音楽祭 -2020無観客でも心はひとつ!!編（2020年10月7日、フジテレビ[728]）
- ポルポ（2020年6月7日 - 9月27日、テレビ朝日 他[729]）
- 林修の今でしょ!講座 特別編 東大生ランキング（2021年2月16日・5月4日、テレビ朝日）[730][731]
- 歴史の専門家が選ぶ 難攻不落！最強の城総選挙（2022年9月26日、テレビ朝日）[732]

#### CM・PV
- 『THE IDOLM@STER 2 PS3版』TV CM「渾身のプロデュース編」（2011年[733]）
- ソニーミュージック、SPYAIRシングル・アルバム TV CM（2011年 - 2013年[734]）
- サミー、パチスロ快盗天使ツインエンジェル3 長編PV（2011年、ナポレオン[735]）
- 明治、果汁グミ「果汁グミTweet MysteryメグミとタイヨウII」TV CM(2012年、タイヨウ[736])
- 3月のライオン 「ライオンの“言の葉”キャンペーン」8巻TVCM[737]（2012年[738]）
- ANA、SKY EYE 〜空からのメッセージ〜 熊本編（2013年『戦国無双3』加藤清正役）[739]
- 4Gamer 、アニメ専門チャンネル『キッズステーション』で放映（2013年4月27日 - 、上半身裸に首輪を装着した姿で出演している[740]。また、杉田の実家の愛犬「直司」も出演した[740]）
- 任天堂 「大乱闘スマッシュブラザーズ for Wii U がスゴい50の理由」（2014年10月）[要出典]
- 名門大洋フェリー「新造船就航」（2015年8月）[要出典]
- 東邦銀行、アニメーションCMシリーズ「未来への架け橋 〜Bridge for future〜」（2015年 - 2016年[741]、三ツ矢修[742]）
- 典雅「TENGA」
  - 「HOT TENGA」(2015年）
  - 「TENGA NEW CUP SERIES」（2020年)
  - 「FLIP0 ELECTRIC VIBROTATION（2022年）
- 大塚製薬、カロリーメイト 「冷蔵庫」編（2017年）[743]
- 銀魂.ポロリ篇 Blu-ray&DVD第一巻 CM
- 銀魂BEST4 CM
- ベネッセコーポレーション 進研ゼミ小学講座「チャレンジ1ねんせい」テレビCM （2019年1月 - ）[744]
- シャザム! 特別映像[745]
- カルビー、じゃがりこ「平成ヒストリー」篇・「あのCM再び」篇（2019年4月 - ）
- アイドルマスター シンデレラガールズ スターライトステージ 4周年CM スペシャルナレーション（2019年9月）[746]
- monoAI technology AIQA事業紹介動画[747]
- ウチコミ「お部屋探しウチコミ！〜女性一人暮らし編〜」（2021年）[748]
- 佐々木とピーちゃん PV（2021年、佐々木[749][750]）
- 三井住友カード ナンバーレス「ニュース速報篇」「擬人化篇」（2021年）[751]
- 淫獄団地 PV（2021年、ナレーション、ヨシダ父）[752]
- コカ・コーラ アイシー・スパーク「シロクマ博士の発明篇」（2021年、シロクマ博士）[753]
- カンロ ノンシュガー果実のど飴（2021年、家族4名[754]）
- トライエス 未来の技術者へのメッセージ「キミは何を見ている・・・」CM（2021年）[755]
- バンダイナムコエンターテインメント リトルナイトメア2 CM（2021年）[756]
- アースノーマット（2021年）[757]
- coly スタンドマイヒーローズ CM（2021年）[758]
- スーパーロボット大戦30 CM（2021年）[759]
- マイナンバーカード紹介動画（2022年、彫刻[760]）
- 腕撃のパンツァー PV（2022年、主人公 他[761]）
- アイドルマスター シンデレラガールズ スターライトステージ（2023年、プリヴェ店長[762]）
- クラシエホールディングス（2023年）
  - 「なんか聞こえる？」篇
  - 「先輩の葛藤」篇[763]
- 三菱自動車工業トライトン（2024年）

#### DVD
- 戦国大戦 -1560 尾張の風雲児- 天下布武への道〜攻略絵巻 春の陣〜
- メタルギアソリッド ピースウォーカー テクニカルCO-OPSガイド 音声解説DVD（カズヒラ・ミラー）

#### ライブ
- SPYAIR×BLUE ENCOUNT LOCK ON!!!!（影ナレ）

### テレビ番組
※はインターネット配信。
- ワンルーム学校（2010年4月3日 - 6月、テレビ神奈川）ジャジャーン・ピエール・イヌボンヌ先生の声
- 東京エンカウント（2010年5月2日 - 2013年2月20日、AT-X）
  - 東京エンカウント弐（2014年5月4日 - AT-X）
- モテ福（2013年4月5日 - 2018年3月30日、テレビ埼玉）モテ福地蔵の声 ※不定期
- 世界行ってみたらホントはこんなトコだった!? 番組内アニメ「世界行ってみてるヒトはホントはこんなヒトだった!?」（2013年10月3日 - 2015年9月22日、フジテレビ） 庄司D
- アタックしますけど何か? 番組内アニメ「ぜろ×うぇざ」（2013年10月20日 - 12月22日、メ〜テレ）ゼロ番星のイチ
- 自称声優（2022年 - 2023年、DMM TV※）[764]

### 映像商品
- 江口拓也の俺たちだって癒されたい! 2
- オトメイトパーティー♪2011・2013[765]
- 仮面ライダーキバ ファイナルステージ&番組キャストトークショー
- 劇場版 仮面ライダー電王&キバ クライマックス刑事 コレクターズパック+電キバ祭り
- MASKED RIDER KIVA-LIVE&SHOW @ ZEPP TOKYO
- MASKED RIDER KIVA X'mas LIVE&SHOW 〜HOLY FANG PARTY〜
- イベントDVD「KAMEN RIDER DRAGON KNIGHT」SPECIAL EVENT
- 劇場版 銀魂 新訳紅桜篇 完全生産限定盤DVD キャストインタビュー
- 銀魂春祭り2010(仮)
- 銀魂 桜祭り2011(仮)
- 劇場版 銀魂 銀幕前夜祭り2013
- 銀魂晴祭り2016（仮）
- 銀魂華祭り2017（仮）
- 銀魂銀祭り2019（仮）
- 銀魂 (アニメ)#Blu-ray＆DVD|銀魂 シーズン其の弐03 特典DVD「鍋は人生の縮図である」2007 万事屋座談会
- 銀魂 (アニメ)#Blu-ray＆DVD|銀魂´ 05 特典DVD「カニのハサミは絆を断つハサミ」2011 万事屋座談会
- 劇場版銀魂 銀幕前夜祭り2013
- 「QuinRose MIX. 〜2008.May〜」イベントDVD
- THE CHiRAL NIGHT 5th ANNIVERSARY 2010.10.31 at JCB HALL LIVE DVD ※声の出演
- ライブビデオ JAPAN 乙女♥Festival
- 涼宮ハルヒの激奏 イベントDVD
- SHUFFLE! 〜LIVE Only for you〜
- スウィートジャンクションSPECIAL-DVD『FOOLISH3-SANBAKATAISHOW-』
- スウィートジャンクション 定休日劇場 練馬 たつの湯物語（まねき猫の声）
- セイント・ビースト シリーズ
  - セイント・ビースト 2ndパーティー イベントDVD
  - セイント・ビースト 3rdパーティー イベントDVD
  - セイント・ビースト ケダモノたちの聖なる宴 第1巻トーク編
  - セイント・ビースト ケダモノたちの聖なる宴 第2巻ライブ編
  - セイント・ビースト ケダモノたちの聖なる宴 コンプリート版
  - セイント・ビースト 4thパーティー イベントDVD
  - セイント・ビースト 6周年記念感謝祭 イベントDVD (ビデオレター出演)
- 戦国ブログ型朗読劇「SAMURAI．com 叢雲－MURAKUMO－」
- 戦国無双 声優奥義 2010秋
- 玉ニュータウン 2nd Season3（玉玉の山の声）
- テイルズ オブ フェスティバル 2012
- Twinkle Date〜いい汗かこうぜっ夏!
- ときめきメモリアル Girl's Side 文化祭 DVD
- ときめきメモリアル Girl's Side DAYS 2013 デートに行こう！ DVD
- ネオロマンスシリーズ
  - アンジェリーク♥メモワール 10th Sweet Celebration ライブビデオDVD
  - ネオロマンス♥フェスタ6・9・10・12 ライブビデオDVD
  - ネオロマンス♥アラモード ライブビデオDVD
  - ネオロマンス♥アラモード3 ライブビデオDVD
  - ネオロマンスフェスタ アンジェ舞踏会 ライブビデオDVD
  - ネオロマンス15周年Special ネオロマンス♥ライヴ 〜アンジェリーク&ネオ アンジェリーク〜 ライブビデオDVD
- ノブチャンネル 〜岡本信彦 10周年記念番組〜
- VitaminX シリーズ
  - VitaminX いくぜっ! トキメキ★フルバースト
  - VitaminX いくぜっ! トキメキ★フルバースト EVolution
  - VitaminXtoZ いくぜっ!究極（ハイパー）★エクスプロージョン
  - VitaminX いくぜっ! 極上（ウルトラ）★アディクション
- BLEACH SOUL SONIC 2006夏祭
- VOICHA!Vol.3 特別付録DVD 杉田智和+寺島拓篤+市来光弘 スペシャル対談
- Black VOICHA! 特別付録DVD 同世代対談+a 杉田智和&羽多野渉
- VOICHA!Vol.4 特別付録DVD ショートムービー 萌えよアキハバラ
- 水樹奈々 7thアルバム『ULTIMATE DIAMOND』初回限定盤付属DVD『新宿コマ劇場座長公演「水樹奈々大いに唄う」』（マムシの彦蔵）
  - 「NANA CLIPS 5」特典映像『新宿コマ劇場座長公演「水樹奈々大いに唄う」完全版』
  - 「水樹奈々THE MUSEUM II」付属BD&DVD『中野サンプラザ座長公演“水樹奈々大いに唄う 弐”』（中岡慎太郎）
  - 「NANA CLIPS 6」特典映像『両国国技館座長公演“水樹奈々大いに唄う 参”』(八兵衛)
  - 「NANA CLIPS 7」特典映像『国立代々木競技場第一体育館座長公演“水樹奈々大いに唄う 四”』（サル）
- 水樹奈々「THE MUSEUM II」付属BD&DVD『POP MASTER MUSIC CLIP』（観客エキストラ）
- 森川智之と檜山修之のおまえらのためだろ! 鯖
- 森川智之と檜山修之のおまえらのためだろ！𩸽-HOKKE-
- 森川智之と檜山修之のおまえらのためだろ! 鰰-HATAHATA-
- 祝20周年 森川智之と檜山修之のおまえらのためだろ！鮑-AWABI-
- 祝！第50弾記念DVD 森川智之と檜山修之のおまえらのためだろ！鱚-KISU-
- 森川さんのはっぴーぼーらっきー Vol.4 (ゲスト出演)
- ゆーたく祭2015夏 〜アニミュージカル〜 in 舞浜アンフィシアター 昼の部
- ゆーたく祭2015夏 〜アニミュージカル〜 in 舞浜アンフィシアター 夜の部
- 大ゆーたく祭2016in舞浜アンフィシアター 〜夏祭り＆私立友拓学園DVD〜
- ライブ パステルコレクション LIVE PASTEL COLLECTION on DVD
- Live in TOKYO かぶら2008 LIVE DVD
- らき☆すた in 武道館 あなたのためだから
- ラブルートゼロ コイゴコロ咲く花 イベントDVD
- READING FOR THE TIES 2008 チャリティイベントDVD
- リトルアンカー DEAD OR LIVE イベントDVD
- 仮面ライダー鎧武/ガイム ファイナルステージ&番組キャストトークショー

### 実写映画
- Wonderful World（2010年、珍念）
- DearGirl〜Stories〜THE MOVIE -ACE OF ASIA-（2014年、功夫）
- ライチ☆光クラブ（2016年、ライチの声）[766]
- コープスパーティー Book of Shadows（2016年、生徒の死体） ※友情出演

### 実写ドラマ
- 植物男子ベランダー SEASON3「多肉愛の劇場」（2016年、魔玉（ジュニア）の声）
- 崖っぷちホテル!（2018年、六法全書目覚ましの声）
- 東京犬ラブストーリー（2023年、武蔵〈のこ〉の声）

### 玩具・グッズ
- 仮面ライダーキバ
  - 俺様トーク（キバットバットIII世）
  - 変身ベルト DXキバットベルト（キバットバットIII世）
  - 変身ベルト DXダークキバットベルト（キバットバットII世）
  - サウンドロップ コンパクト 仮面ライダーキバ
  - Voice I-doll ちびボイス（キバットバットIII世）
  - COMPLETE SELECTION MODIFICATION キバットベルト（キバットバットIII世、キバットバットIV世）
  - 仮面ライダーキバ CSMダークキバットベルト（キバットバットII世）
- 仮面ライダーディケイド
  - 仮面ライダー DXサウンドバトル（キバットバットIII世）
- 仮面ライダージオウ
  - DXミライドライバーセット（ギンガドライバー音声）
- ウルトラマンギンガ
  - DXギンガスパーク（ギンガスパーク音声）
  - DXダークスパーク（ダークスパーク音声）
  - ウルトラレプリカ ギンガスパーク（ギンガスパーク音声）
- 魔進戦隊キラメイジャー
  - 煌輝変身ブレス DXキラメイチェンジャー（システム音声）
  - 煌輝銃 DXキラメイショット（システム音声）
  - 煌輝剣 DXキラメイソード（システム音声）
  - 閃輝変身ブレス DXシャイニーキラメイチェンジャー（システム音声）
  - 閃輝ドリル DXシャイニーブレイカー（システム音声）
  - 最煌弓 DXキラフルゴーアロー（システム音声）
- 銀魂
  - CD付きかるた〜かる魂〜 1 - 3
  - バトルボイスコレクション 1・2弾
  - ボイスアラームクロック 銀時Ver
  - 似てる二人は喧嘩する 音声入り目覚まし時計
  - ボイスアラームクロック（万事屋）
  - ボイスフォトフレーム（坂田銀時）
  - 音声入り目覚まし時計（坂田銀時）
  - サウンドロップ コンパクト 銀魂 1 - 5
  - サウンドロップ コンパクト よりぬき銀魂さん
  - Voice I-doll ちびボイス 1 - 4（坂田銀時）
- サウンドロップ コンパクト ぬらりひょんの孫
- 涼宮ハルヒの憂鬱
  - デスクトップアクセサリー
  - キャラセリフかるた集
- SKET DANCE すぴこっと
- 蒼黒の楔 緋色の欠片3 ボイスアラームクロック
- ミラクル☆トレイン〜大江戸線へようこそ〜 音声入り目覚まし時計（都庁前）

### パチンコ・パチスロ
- パチンコ
  - CR 創聖のアクエリオン（シリウス・ド・アリシア）
  - CR ナポレオンー獅子の時代ー（ナポレオン・ボナパルト）
  - CR 私立!戦国学園シリーズ（霧隠伊蔵）
  - CR ザ・キング・オブ・ファイターズ（草薙京）
  - CR FEVER涼宮ハルヒの憂鬱（キョン）
- パチスロ
  - パチスロ創聖のアクエリオン（シリウス・ド・アリシア）
  - パチスロ快盗天使ツインエンジェル3（ナポレオン・ボナパルト）
  - パチスロろくでなしBLUES（中島淳一）
  - ゼーガペイン2（2022年、トーヤ[767]）

### その他コンテンツ
- MASKED RIDER LIVE&SHOW 〜十年祭〜（2009年、仮面ライダーキバの声）
- ときめきメモリアル Girl's Side 3rd Story アルバムモードコレクションDVD（2011年）
- テレマガ40周年記念 オールヒーローなんでもBEST5 ゴールドディスク※『テレビマガジン』2011年11月号付録
- テレマガ40周年記念 オールヒーローなんでもBEST5 プラチナディスク※『テレビマガジン』2011年12月号付録
- 第9回「NTT西日本コミュニケーション大賞」（2011年、朗読[768]）
- WONDERLAND[769] CM（2011年 - 2019年、W-01ワン）
- プラネタリウム特別番組「黒い太陽」（2011年、ナレーション[770]）
- TV・局中法度!（テレビ神奈川、千葉テレビ放送、テレビ埼玉、サンテレビジョン）（2013年2月16日、生類憐みのレイ）
- オーディオブック 文芸あねもねR 「ばばあのば」（2013年、朗読[771]）
- マツモトキヨシ presents イケメンビューティーサロン（2014年、桐生誠一郎、白鳥ジョシュア、筒井湊人、徳永零、真中蛍、持田朔太郎、吉乃南朋）
- 東洋水産 マルちゃん生ラーメン ボイスレシピ（2014年、東水彰吾[772]）
- クレーンゲーム トレバ CM (2015年、歌、ナレーション[773]）
- オーディオブック「のぼうの城」（2017年、正木丹波守利英[774]）
- ゴッホとゴーギャン展 （東京都美術館 2016年10月18日-12月18日、愛知県美術館、2017年1月3日-3月20日、音声ガイド、ゴーギャン役）[775]
- LisPon「窓際族だけど気づいたら異世界で勇者になっていた。」（2017年、緑谷颯高）[776]
- テレビCM マルイノアニメ「猫がくれたまぁるいしあわせ」（2017年、武田慎吾、鈴木悠真[777]）
- 日ペンの美子ちゃんアニメCM（2018年、ニャンコ[778]）
- TIME DRIVER 僕らが描いた未来（2018年、タイムドライバー[779]）
- ディズニー・プログラミング学習教材「テクノロジア魔法学校」（2018年、スコル[780]）
- LINEスタンプ けたたましく動くクマ（2018年）[781]）
- LINEスタンプ しゃべる！アジルススタンプ!（2021年）[782]
- J-POWERグループCM
  - 「挑戦の歴史編」（2022年）[783]
  - 「未来への力編」（2023年）[784]
- 色彩検定協会「教えて!色彩先生」シリーズ（2023年 - 2024年、琥白[785][786]）
- 特別展「古代メキシコ ― マヤ、アステカ、テオティワカン」（東京国立博物館 2023年06月16日-09月03日、音声ガイド、雨の神役）[787]
- 僕らの雨いろプロトコル ボイスドラマ（2023年、長嶺流星）

## ディスコグラフィ

### キャラクターソング
| 発売日   | 商品名 | 歌 | 楽曲                                                              | 備考                                                         |
| 2001年   | 2001年 | 2001年 | 2001年                                                            | 2001年                                                       |
| -------- | --- | --- | ----------------------------------------------------------------- | ------------------------------------------------------------ |
| 9月29日  | Fighters | グラディオン（杉田智和） | 「友よ、夢の彼方に：グラディオンのテーマ」                        | テレビアニメ『電脳冒険記ウェブダイバー』挿入歌 作詞も担当    |
| 2002年   | | |                                                                   |                                                              |
| 8月7日   | ちょびっツ キャラクターソング・コレクション                                                                    | 本須和秀樹（杉田智和）、produced by ROUND TABLE                                                                                                | 「Sing a Song」                                                   | テレビアニメ『ちょびっツ』挿入歌                             |
| 8月7日   | ちょびっツ キャラクターソング・コレクション                                                                    | 本須和秀樹（杉田智和） & ちぃ（田中理恵） produced by 高浪敬太郎                                                                               | 「かたことの恋（Duet Ver.）」                                     | テレビアニメ『ちょびっツ』エンディングテーマ                 |
| 2003年   | | |                                                                   |                                                              |
| 9月26日  | アンジェリークエトワール BLUE                                                                                  | フランシス（杉田智和） | 「うたかたのオペラ」                                              |                                                              |
| 2005年   | | |                                                                   |                                                              |
| 5月25日  | セイント・ビースト〜聖獣降臨編〜ヴォーカル&ドラマ Legend of the BEAST                                          | 流星のキラ（杉田智和） | 「bird cage」                                                     |                                                              |
| 6月22日  | Saint Beast Coupling CD series #5 流星のキラ×風牙のマヤ                                                        | 流星のキラ（杉田智和） | 「まやかしの夢」                                                  |                                                              |
| 6月22日  | Saint Beast Coupling CD series #5 流星のキラ×風牙のマヤ                                                        | 青龍のゴウ（森川智之）、玄武のシン（櫻井孝宏）、朱雀のレイ（宮田幸季）、白虎のガイ（吉野裕行）、流星のキラ（杉田智和）、風牙のマヤ（鈴村健一） | 「闘え セイント・ビースト」                                       |                                                              |
| 8月3日   | アンジェリークEternity〜ヴォーカル・セレクション                                                               | フランシス（杉田智和） | 「バルサミック・ムーンの魔力」                                    |                                                              |
| 2006年   | | |                                                                   |                                                              |
| 6月7日   | セイント・ビースト 〜幾千の昼と夜編〜オリジナルサウンドトラック&キャラクターボーカルアルバム Trembled Melodies | 流星のキラ（杉田智和） | 「Resolve」                                                       |                                                              |
| 10月4日  | BLEACH BEAT COLLECTION 2nd SESSIN:04                                                                           | 之芭（杉田智和） | 「GAME!GAME!GAME!」                                               |                                                              |
| 2007年   | | |                                                                   |                                                              |
| 3月21日  | BLEACH BEAT COLLECTION THE BEST 1 -POP & DUET SIDE- [Disc 2]                                                   | りりん（かかずゆみ）、蔵人（飛田展男）、之芭（杉田智和）                                                                                       | 「ファイティングソウル」                                          |                                                              |
| 6月29日  | 緋色の欠片 キャラクターソングシリーズ Vol.1 鬼崎拓磨&鴉取真弘                                                  | 鬼崎拓磨（杉田智和）、鴉取真弘（岡野浩介） | 「Guardian of Destiny」                                           |                                                              |
| 6月29日  | 緋色の欠片 キャラクターソングシリーズ Vol.1 鬼崎拓磨&鴉取真弘                                                  | 鬼崎拓磨（杉田智和） | 「神楽のように」                                                  |                                                              |
| 7月25日  | セイント・ビースト「烈!GO!GUY!」（セイント・ビースト〜螺旋の章〜 ED）                                          | （流星のキラ（杉田智和）、風牙のマヤ（鈴村健一）                                                                                               | 「epilogue」                                                      |                                                              |
| 10月10日 | VitaminX キャラクターCD『SILVER DISC』-葛城 銀児&衣笠 正次郎&真田 正輝-                                        | 葛城銀児（杉田智和） | 「孤独なGambler」                                                 |                                                              |
| 2008年   | | |                                                                   |                                                              |
| 11月26日 | 蒼黒の楔 緋色の欠片3 オリジナルサウンドトラック                                                                | 鬼崎拓磨（杉田智和） | 「願い」                                                          |                                                              |
| 2010年   | | |                                                                   |                                                              |
| 2月10日  | ヒイロノカケラ 新玉依姫伝承 キャラクターソングCD                                                               | 鬼崎刀真（杉田智和） | 「Missing Eyes」                                                  |                                                              |
| 3月24日  | 戦国無双3 閃・烈歌奥義                                                                                         | 加藤清正（杉田智和）、石田三成（竹本英史） | 「道、分かつとも」                                                |                                                              |
| 2011年   | | |                                                                   |                                                              |
| 4月6日   | イナズマイレブン キャラクターソング オリジナルアルバム                                                         | フィディオ・アルデナ（下野紘）、マーク・クルーガー（中村悠一）、テレス・トルーエ（間島淳司）、エドガー・バルチナス（杉田智和）                 | 「栄光へのエール!」                                               |                                                              |
| 12月16日 | SKET DANCE キャラクターソングアルバム "キャラット・ダンス♪"                                                    | 笛吹和義（杉田智和） | 「All things,All need」                                           |                                                              |
| 12月21日 | アルカナ・ファミリア -La storia della Arcana Famiglia- キャラクターソングミニアルバム La festa La vita!        | パーチェ starring 杉田智和 | 「Dance3〜ハッピーハイテンション〜」                              |                                                              |
| 2012年   | | |                                                                   |                                                              |
| 3月7日   | パーリー!ハレルヤ!                                                                                             | SKET ROCK | 「パーリー！ハレルヤ！」                                          | テレビアニメ『SKET DANCE』エンディングテーマ                 |
| 11月7日  | DT捨テル/レッツゴーED                                                                                          | ゴールデン・イクシオン・ボンバー DT | 「レッツゴーED」                                                  | テレビアニメ『イクシオン サーガ DT』エンディングテーマ       |
| 12月26日 | TV アルカナ・ファミリア vol.4 封入特典非売品ヴォーカルCD                                                       | パーチェ starring 杉田智和 | 「フラタニティ！」                                                |                                                              |
| 2013年   | | |                                                                   |                                                              |
| 2月27日  | IXION SAGA DT GOLDEN BEST of ED                                                                                | ED御一行 | 「Stand Up!ED」                                                   | テレビアニメ『イクシオン サーガ DT』関連曲                   |
| 2月27日  | IXION SAGA DT GOLDEN BEST of ED                                                                                | レオン（杉田智和） | 「Mな歌」                                                         | テレビアニメ『イクシオン サーガ DT』関連曲                   |
| 2018年   | | |                                                                   |                                                              |
| 11月28日 | Gravity Heart                                                                                                  | スバル・イチノセ（石川界人）、マイバッハ・ヴィルヘルム（杉田智和）                                                                             | 「DURANDAL New ver.「軍人たる者」」 「DURANDAL New ver.「思念」」 | テレビアニメ『宇宙戦艦ティラミスII』エンディングテーマ       |
| 2019年   | | |                                                                   |                                                              |
| 4月24日  | Dancing to Night 〜君への最短ワープ航路〜                                                                      | Allo（木村昴）、Gras（徳留慎乃佑） feat. Yang（杉田智和）                                                                                      | 「Dancing to Night 〜君への最短ワープ航路〜」                     | テレビアニメ『RobiHachi』エンディングテーマ                  |
| 2021年   | | |                                                                   |                                                              |
| 1月27日  | 土下座で頼んでみた BD特典CD                                                                                    | Dogeza 隊 | 「DOGEZA! Do get that!」                                          | テレビアニメ『土下座で頼んでみた』主題歌                     |
| 2022年   | | |                                                                   |                                                              |
| 7月18日  | 異世界混合大舞踏会 (feat.おばけ)                                                                               | 星野源 / コーラス：図鑑坊（釘宮理恵）、一反木綿（下野紘）、山彦（杉田智和）                                                                    | 「異世界混合大舞踏会 (feat.おばけ)」                              | 映画『ゴーストブック おばけずかん』主題歌                    |
| 2025年   | | |                                                                   |                                                              |
| 7月2日   | GORI☆GORI Feez e-Girl!!                                                                                        | 真白（花澤香菜）、愉快なおじさんたち（杉田智和）                                                                                               | 「GORI☆GORI Feez e-Girl!!」                                       | テレビアニメ『まったく最近の探偵ときたら』エンディングテーマ |
| 7月29日  | 無敵的ハピネス!                                                                                                | 涼宮ハルヒ（平野綾）、長門有希（茅原実里）、朝比奈みくる（後藤邑子）、キョン（杉田智和）、古泉一樹（小野大輔）                                 | 「無敵的ハピネス!(SOS団5人Ver.)」                                 | 小説『涼宮ハルヒ』シリーズ関連曲                             |

- アンジェリーク Dear My Angel
  - 「明日を拓く者たち〜FRONTIER〜」（小山力也、浪川大輔、私市淳、真殿光昭、岩永哲哉、森川智之、冬馬由美、立木文彦、杉田智和）
- 恋する天使アンジェリーク キャラクターソング Vol.12
  - 「愁いの花園」（フランシス）
- ネオロマンス♥Duet+ アンジェリーク
  - 「青き想い 白き祈り」（フランシス、エルンスト：森川智之）
- ネオロマンス フレンズ
  - 「Promised Rainbow 15th ver.」（井上和彦、堀内賢雄、高橋広樹、谷山紀章、置鮎龍太郎、杉田智和、平川大輔、森田成一）
- 歌声喫茶方舟〜アキナイチュウ〜
  - 「ハイスクールララバイ」（塩谷feat.山代武士&十五流一夫）
- おとぎ銃士 赤ずきん ドラマ&サウンドトラック 第三章
  - 「こんニャ我輩に誰がした…?」「テーマそんGood!」「ブレーメン・ソング 音#18」（小林晃子、杉田智和、斎藤千和、安元洋貴）
- 仮面ライダーキバ ラジオCD キバラジ1巻
  - 「キバって!にちようび」（キバットバットIII世）
- 仮面ライダーキバ ラジオCD キバラジ2巻
  - 「キバって!おふろ」（キバットバットIII世）
- 仮面ライダーキバ アンコールCD Re - UNION
  - 「キバって!デート」「キバって!げつようび」（キバットバットIII世）
- 十年祭 〜仮面ライダーミュージカル〜
  - 「仮面ライダーヒーローズ」（菅沼久義、杉田智和、関智一、村井良大）
  - 「仮面ライダーヒーローズ (Battle Ver.)」（菅沼久義、杉田智和、関智一、村井良大、石川英郎、小山剛志）
- QuinRoseMIX．オリジナルイメージトラック ROSE GARDEN
  - 「Deep Sleep」（ナイトメア＝ゴットシャルク）
- スウィートジャンクション テーマソング
  - 「Brand-new∞JUNCTION」（森久保祥太郎、杉田智和、森田成一）
- 涼宮ハルヒの憂鬱 キャラクターソング Vol.9 キョン 週間オリコンランキング9位
  - 「倦怠ライフ・リターンズ!」（キョン、コーラス 涼宮ハルヒ：平野綾）
  - 「ハレ晴レユカイ〜Ver.キョン〜」（キョン）
- 涼宮ハルヒちゃんの憂鬱 OP「いままでのあらすじ」
  - 「いままでのあらすじ」「あとがきのようなもの」（えすおーえす団：平野綾、杉田智和、後藤邑子、小野大輔、茅原実里）
- 涼宮ハルヒの憂鬱 新キャラクターソング Vol.5 キョン
  - 「ホモ・サピエンス・ラプソディ」「だがそれだけじゃない」（キョン）
- 聖闘士星矢 THE LOST CANVAS 冥王神話 キャラクターソング アルバム
  - 「Strength」（アルデバラン）※語り
- 石膏ボーイズ 主題歌
  - 「星空ランデブー」（聖ジョルジョ、メディチ：立花慎之介、ヘルメス：福山潤、マルス：小野大輔）※セリフ
- 超!アニメロ オリジナルドラマシリーズ『響演』 ドラマCD「宝くじ/腕時計」
  - 「carry over」
- トゥルーフォーチュン OPテーマ
  - 「ウラナイ・ハナサナイ・カエサナイ」（フォーチュンセヴン：宮野真守、小田久史、岡本寛志、杉田智和、谷山紀章、緑川光、小野大輔）
- オリジナルボイスドラマ「トゥルーフォーチュン」Vol.3「不良エナジー」
  - 「ONLY YOU」（如月真也）
- ぬらりひょんの孫 キャラクターCDシリーズ1 奴良リクオ/鴆
  - 「[約束] featuring 鴆」（鴆）※語り
- 伯爵と妖精 キャラクターアリア集〜レイヴンのアラベスク
  - 「閃光は繋ぐ」（レイヴン）
- OAD「VitaminX Addiction」 キャラクターソング 幻の7枚目（ファントム・セブン）（葛城銀児）※語り
- マクロスF 娘ドラ◎ ドラ4
  - 「0-G LOVE」（グレイス：井上喜久子、レオン・三島）
- スペシャルCD「寮長先生の歌謡ヒットチャンネル〜第1の夜〜」※『まりあ†ほりっく あらいぶ』第1巻 Blu-ray限定初回特典
  - 「妄想戦士 宮前かなこ」（鼎神父、コーラス 天の妃シスターズ）
- ミラクル☆トレイン〜大江戸線へようこそ〜 キャラクターソング Vol.2 都庁前
  - 「FUTURE PASSPORT」「線路は走るよ6の字に〜大江戸線へようこそ・都庁ver.〜」（都庁前）
- キャラソン&ドラマCD METAL GEAR SOLID PEACE WALKER 平和と和平のブルース
  - 「港のヨーコ・ヨコハマ・ヨコスカ」（カズヒラ・ミラー）
- ラブ彼 〜恋愛偏差値上昇中!〜 キャラクターソング&ドラマCD 恋のはじまり編
  - 「極彩explosive」（姫宮誠史朗）
- ラブ彼 〜恋愛偏差値上昇中!〜 キャラクターソング&ドラマCD 永遠の誓い編
  - 「Apple cider」（姫宮誠史朗）
- ラブルートゼロ キャラクターCD 湯原光一&早川大祐
  - 「孤独マテリアル」（湯原光一、早川大祐：中村悠一）
- ラブルートゼロ ベストアルバム「君に捧げるコイゴコロ」
  - 「孤独マテリアル」「落陽」（湯原光一、早川大祐：中村悠一）
- 「理系男子。」勉強になる!?キャラクターソング VOL.3 Ag：輝銀次郎
  - 「鎖国DAYS（勉強科目：日本史）」「原子分子マイン（輝銀次郎ソロバージョン）」（輝銀次郎）
- 「理系男子。」勉強になる!?キャラクターソング 第2弾 VOL.2 軽井空也&輝銀次郎
  - 「独断専行→ソリチュード（勉強科目：世界史）」「Limitation∞（むげんだい）（勉強科目：数学）」（輝銀次郎）
  - 「感じて エレメント」（軽井空也：神谷浩史、輝銀次郎）
- 「理系男子。」勉強になる!?キャラクターソング 第3弾
  - 「＝1（勉強科目：数学）」（輝銀次郎）
- Lucian Bee's EVIL VIOLET OP&EDテーマソング
  - 「運命のカデンツァ」「鮮烈なるshade way」（ハニーバザードVI：菅沼久義、伊藤健太郎、羽多野渉、高橋広樹、鳥海浩輔、杉田智和）

### その他参加作品
| 発売日        | 商品名                                               | 歌                                                                                           | 楽曲                         | 備考 |
| ------------- | ---------------------------------------------------- | -------------------------------------------------------------------------------------------- | ---------------------------- | ---- |
| 2012年2月22日 | Disney Date〜声の王子様〜【デラックス エディション】 | 杉田智和                                                                                     | 「ひと足お先に（アラジン）」 |      |
| 2012年2月22日 | Disney Date〜声の王子様〜【アナザー エディション】   | 関智一、杉田智和、森川智之、福山潤、櫻井孝宏、入野自由、緑川光、神谷浩史、鈴村健一、山寺宏一 | 「ミッキーマウス・マーチ」   |      |

## 制作作品

### コンピュータゲーム
- 月英学園 -天地神人-（2010年） - 原作
- 月英学園 ergØ（2011年） - 原作
- 月英学園 -kou-（2013年） - 原作
- 共闘ことばRPG コトダマン（2018年） - 開発協力[789]
- スーパーロボット大戦DD（2023年） - 『電脳冒険記ウェブダイバー』コラボイベント・シナリオプロット制作・シナリオプロデュース[790]

### ドラマCD
- おねがい☆ティーチャーシリーズ - 脚本
- 12人の優しい殺し屋シリーズ（2008年 - ） - ストーリー原案
- 真郷街 －まきょうがい－ - 原作・脚本

### コラム
- 杉田智和「逆襲のアナログ」 - 『ドラゴンマガジン』連載（2020年7月号 - 2021年5月号）